# Biserica de lemn din Șieu

Biserica de lemn din Șieu, județul Maramureș, 2008

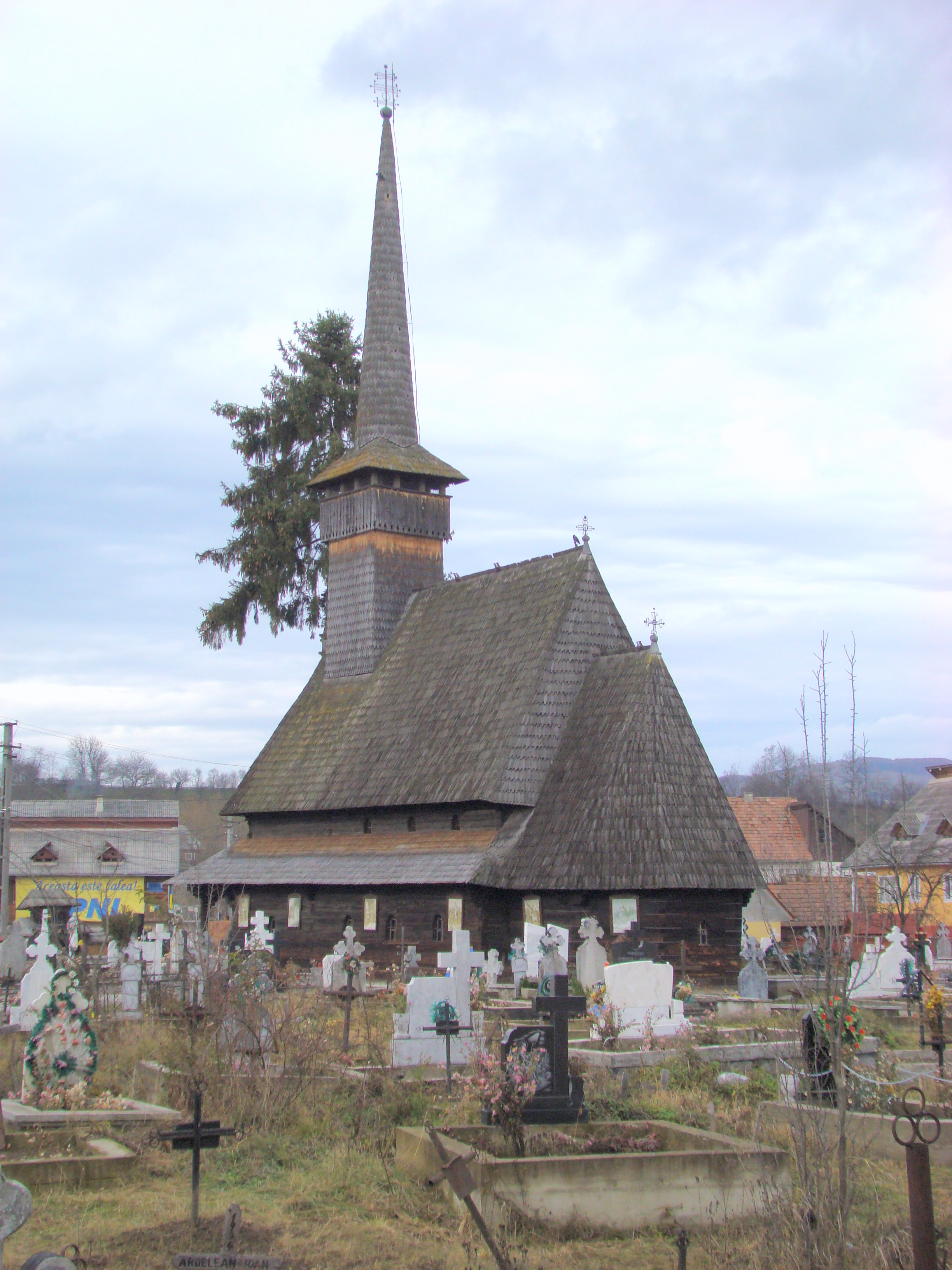
Biserica de lemn „Adormirea Maicii Domnului” din Șieu, județul Maramureș, foto: noiembrie 2009.

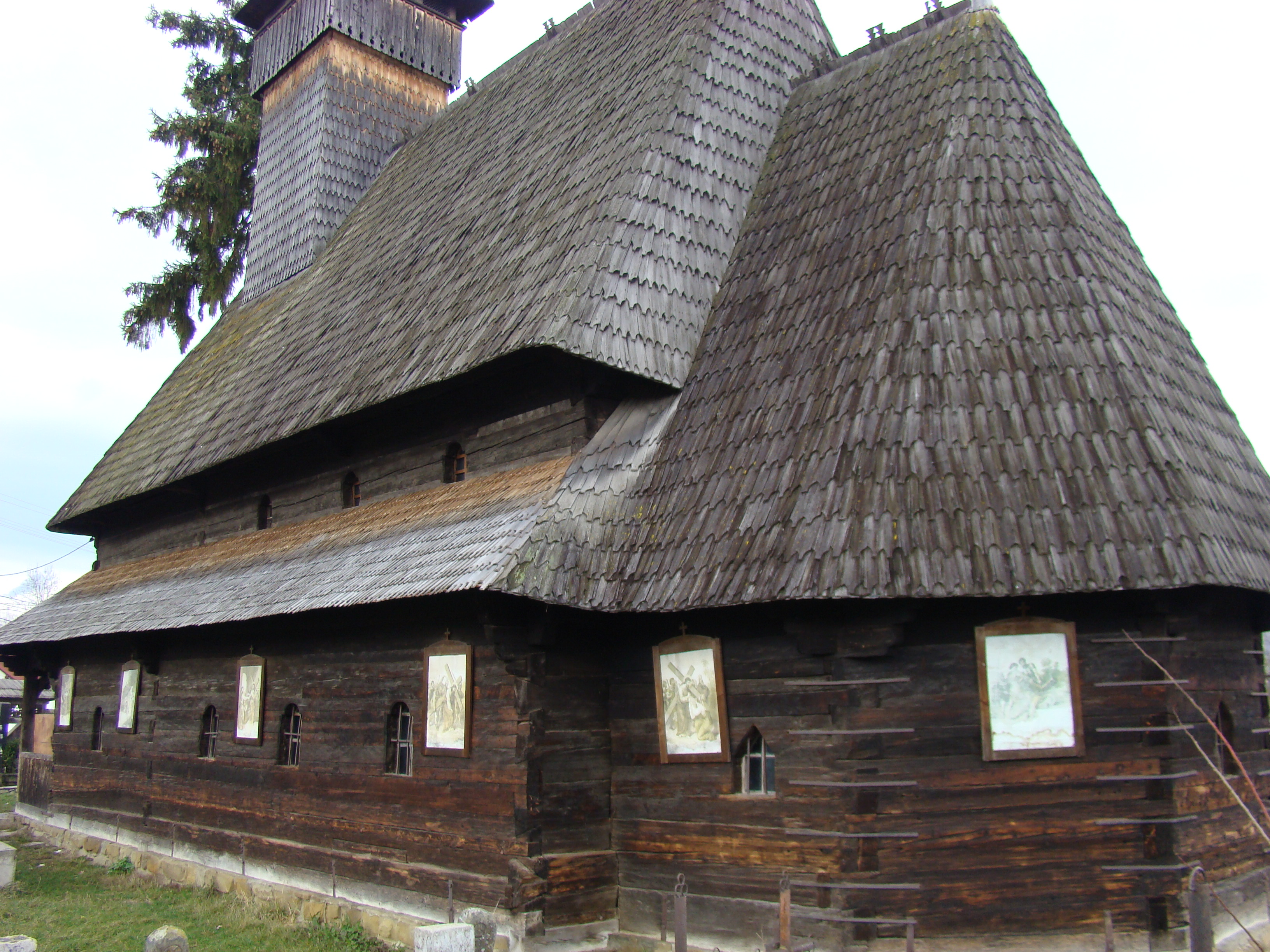
Butea bisericii

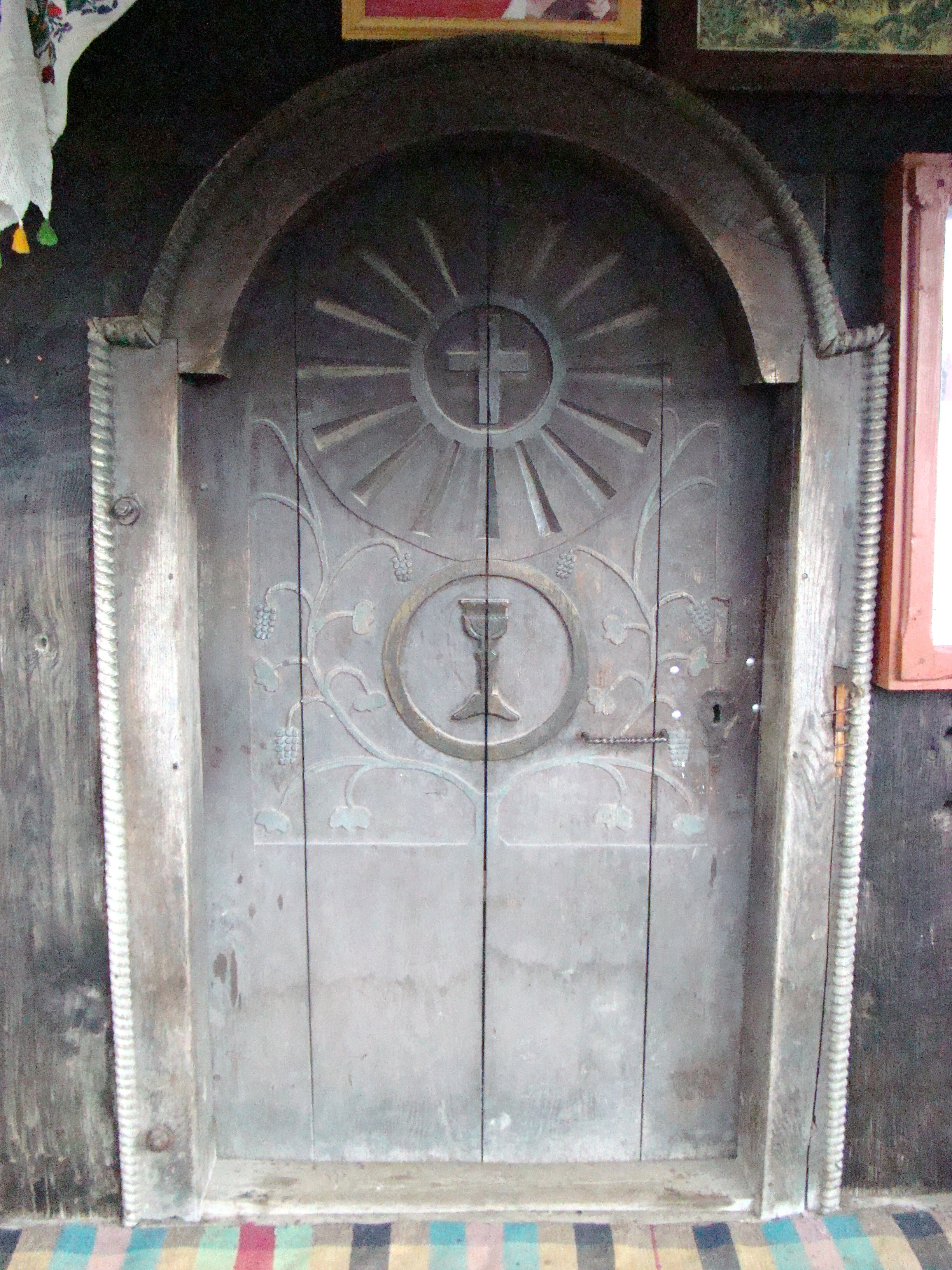
Ușa bisericii

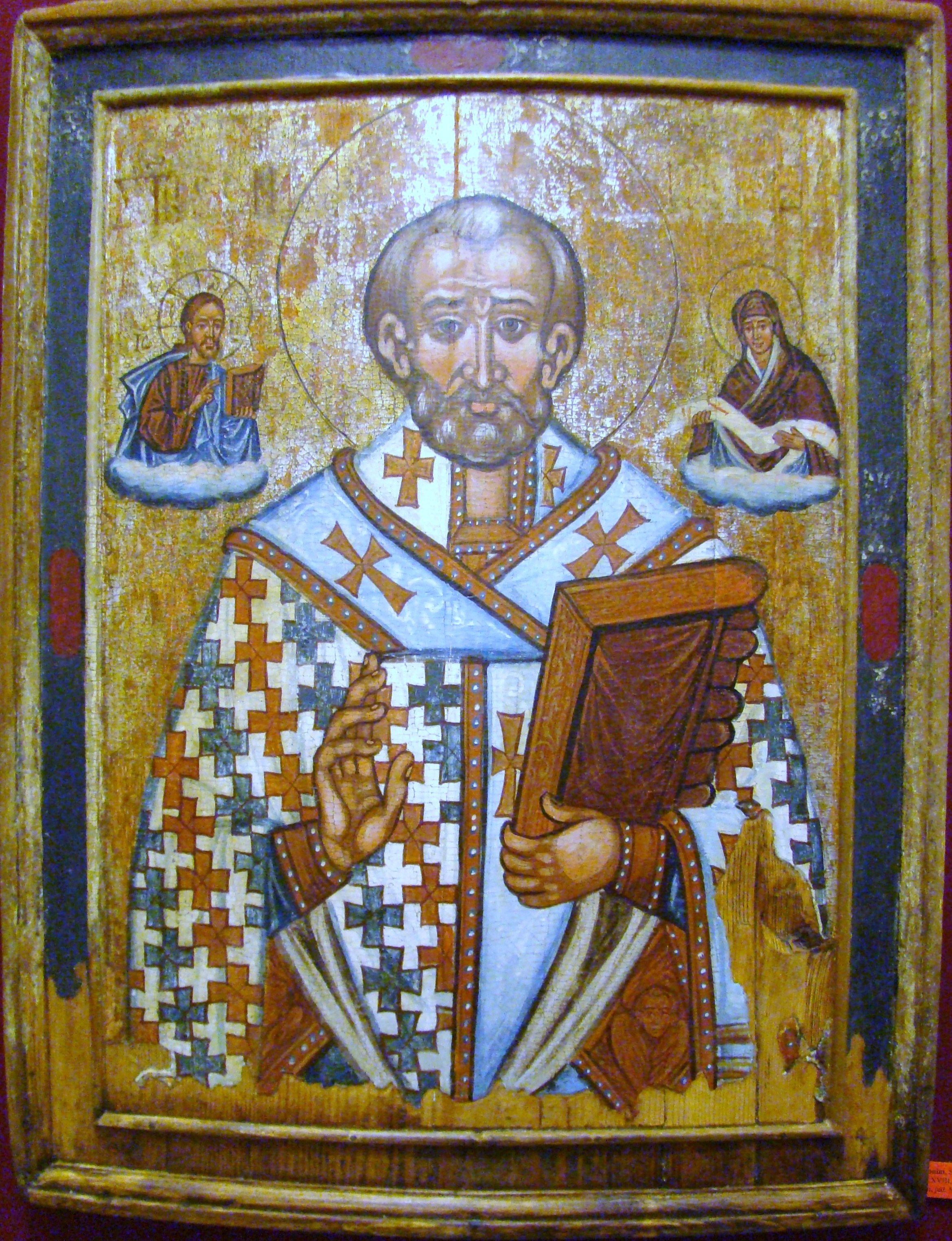
Sfântul Nicolae (zugrav anonim, sf.sec.XVIII)

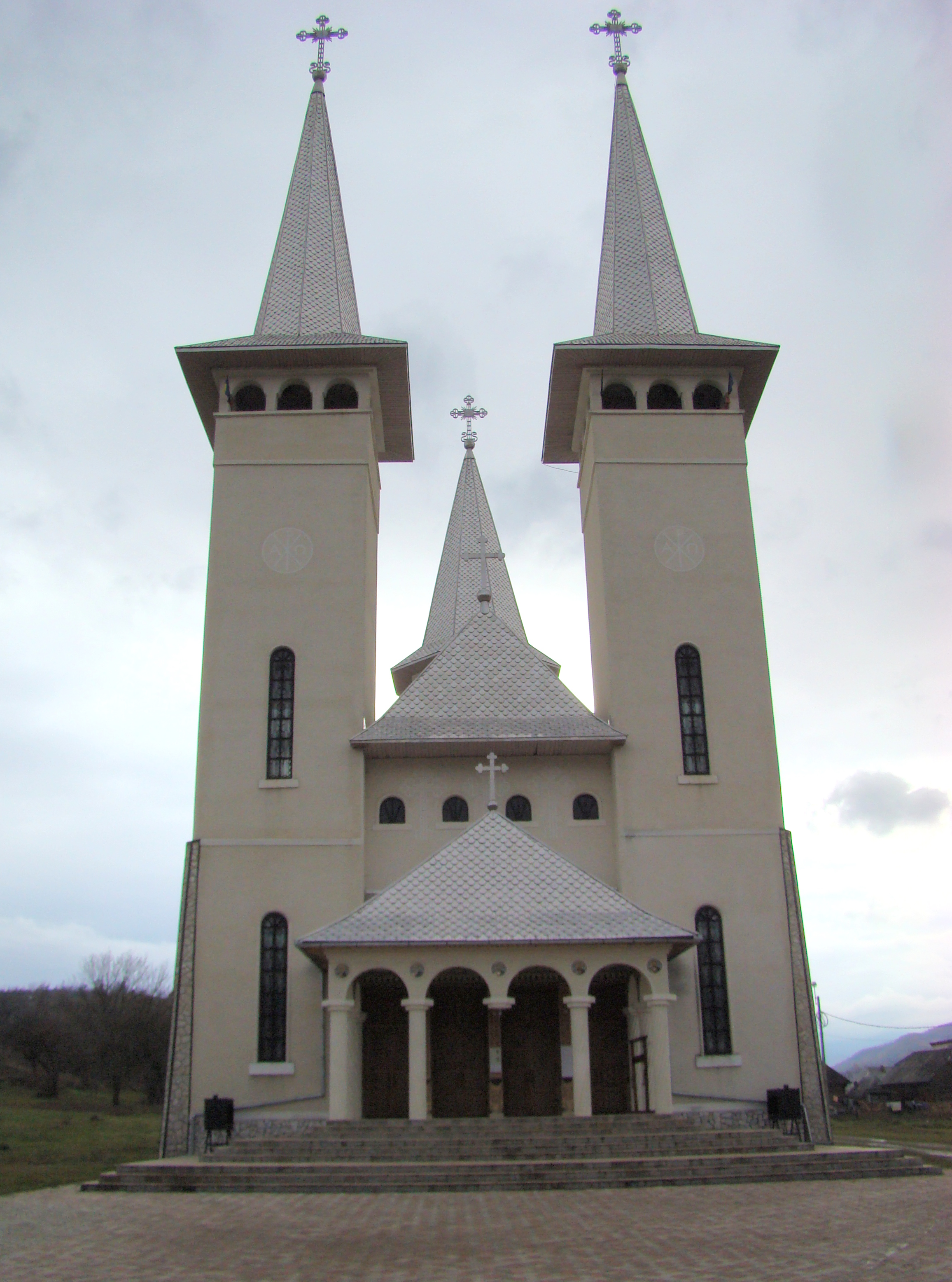
Biserica nouă de zid din Șieu construită în 1998

Biserica de lemn din Șieu, comuna Șieu, județul Maramureș, datează din secolul XVII. Aspectul actual se datorează unor renovări din secolele XVIII și XIX. Are hramul „Adormirea Maicii Domnului”. Biserica se află pe noua listă a monumentelor istorice sub codul  MM-II-m-A-04756. Este una dintre bisericile reprezentative ale Maramureșului, cu o istorie complexă și un patrimoniu divers și valoros.

## Istoric
Biserica de lemn din Șieu, a fost construită cel mai probabil spre mijlocul secolului 17 și a fost semnificativ renovată în prima jumătate a secolului 18. Pictura interioară și iconostasul sunt adause în prima jumătate a secolului 19. Este una din puținele biserici din Maramureș care a suferit transformări majore în decursul timpului, majoritatea lor fiind ridicate într-o singură etapă, fiind cel mult adause sau marginal adaptate la nevoi ulterioare. 
Despre vechimea ei de la mijlocul secolului 17 vorbesc atât structura pereților în jumătatea de jos, cheotorile mai vechi la altar, scobiturile arcuite din consolele interioare cât și o fereastră cu oblon păstrată fragmentar în peretele de nord al naosului. Tot din acea perioadă se păstrează portalele de intrare în tindă și pronaos. Icoanele vechi împărătești provin din prima fază de construcție a biserici.
Despre refacerea construcției în secolul 18 stau martori în primul rând trăsăturile arhitecturale definitorii, pridvorul de la intrare, turnul elansat și evazat, cu fleșă ascuțită, proporțiile generale, cheotoarea în coadă de rândunică și altele. Se poate presupune o intenție a ctitorilor de a moderniza lăcașul de cult după modelul celor din Rozavlea și Dragomirești, ridicate după invazia tătară de la 1717. Despre renovarea bisericii în prima jumătate a secolului 18 găsim indicații și în vizita canonică din 1751 a epicopului unit de Muncaci, Manuel Mihail Olsavszky. Acesta nota că biserica fusese sfințită de protopopul și vicarul Maramureșului, Vasile Rednic, posibil cu ocazia conscripției conduse de el în anul 1733. Biserica avea un antimis pe altar de la episcopul unit Georgius Gennadij Byzanczy (1716-1733), probabil primit cu ocazia vizitei vicarului. Sfințirea nu putea avea loc fără o schimbare semnificativă în construcția bisericii. Biserica era în anul vizitei, 1751, de lemn, acoperită cu draniță, avea turn cu două clopote, încuietoare de lemn, un candelabru și era prevăzută cu icoane potrivite, toate cele  necesare. Datarea anterioară a bisericii din 1760, ar putea eventual surprinde lucrări de pictare în interor sau o reparație, nicidecum anul ridicării biserici actuale. Prima pictare a interiorului bisericii a avut loc după jumătatea secolului 18, din care se văd fragmente peste portalul de intrare, în interiorul tindei. A doua pictare a avut loc probabil în al treilea deceniu al secolului 19, pictura murală fiind atribuită zugravuluilui Ioan Plohod din Dragomirești. Tot în prima jumătate a secolului 19 a fost ridicat iconostasul actual iar ferestele au fost lărgite. Intrarea în biserică a fost lărgită spre sfârșitul secolului 19 sau la începutul celui următor.

## Trăsături
Planul este format din: altar poligonal, acoperit cu o calotă din scânduri, naos, cu boltă semicilindrică, supraînălțată, pronaos tăvănit, peste care se înalță clopotnița. Pe latura de vest se află un pridvor deschis. Acoperișul are dublă poală, iar coiful este ascuțit și zvelt.
Interiorul bisericii este zugrăvit cu pictură murală, din care se păstrează scene în altar, pe bolta naosului (Sfânta Treime, scene din Ciclul Patimilor) și în pronaos. Din patrimoniul bisericii fac parte două valoroase icoane ce datează din a doua jumătate a secolului al XVII-lea (Maica Domnului cu pruncul și Deisis), precum și icoane din secolul XVIII.

## Imagini

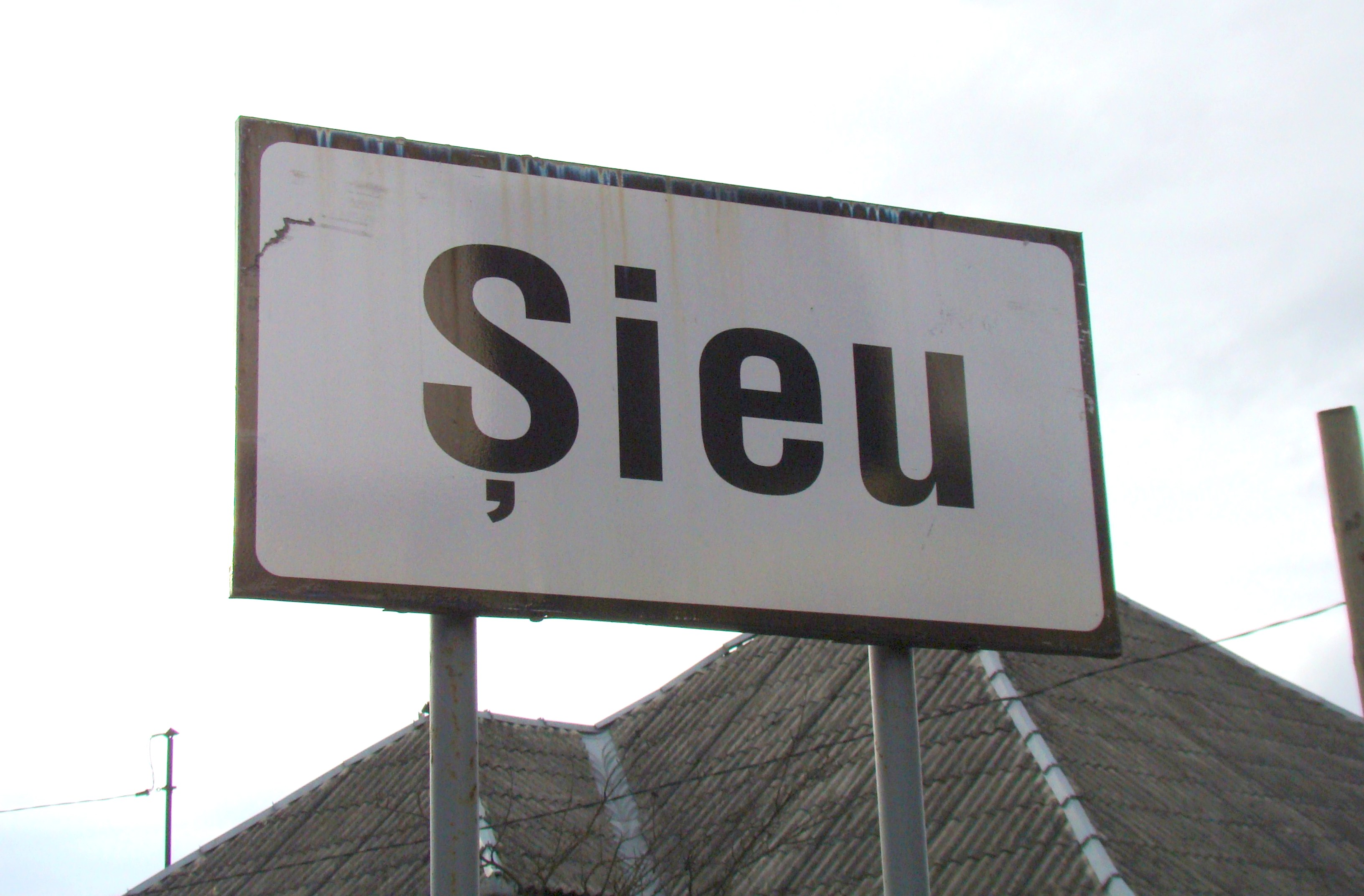
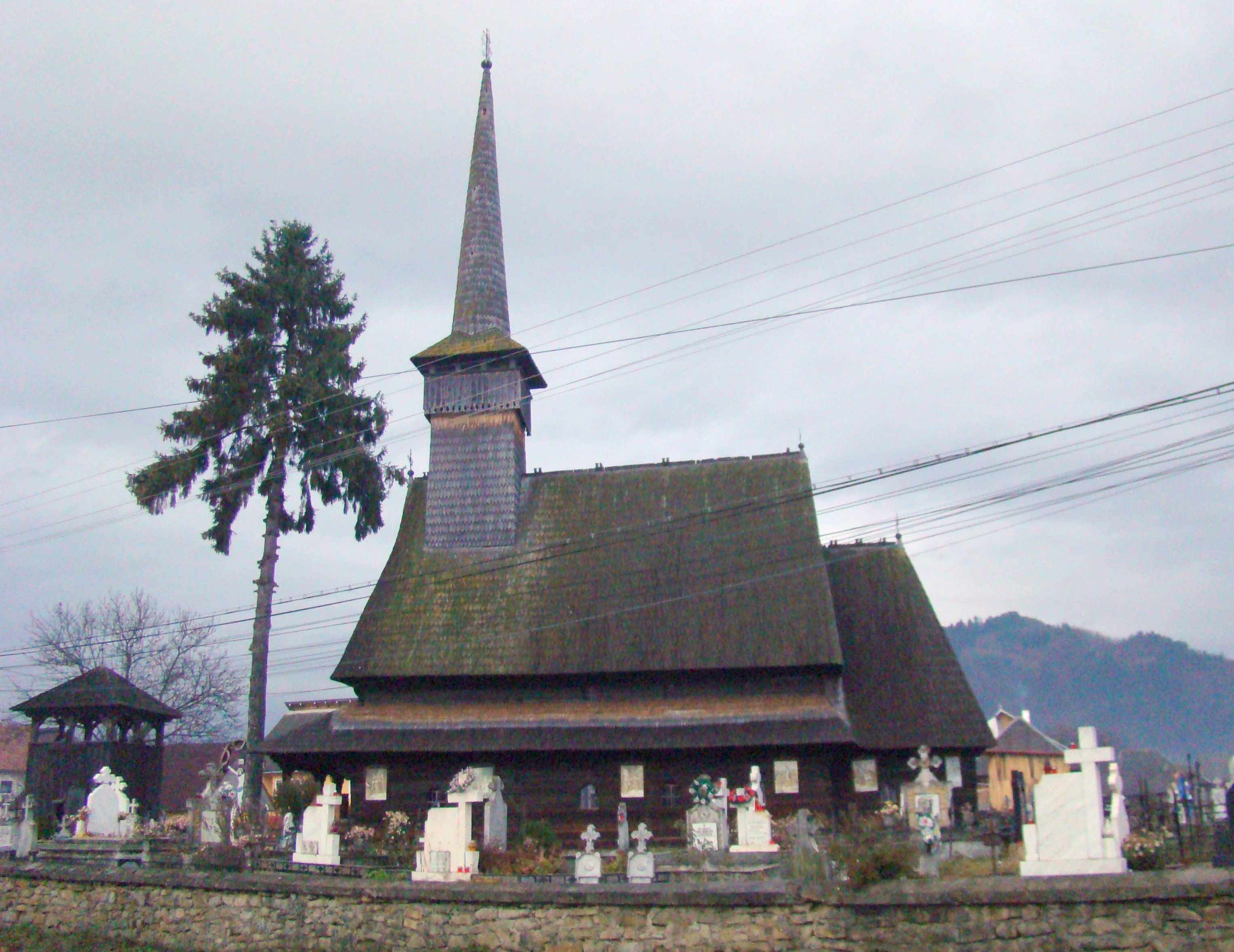
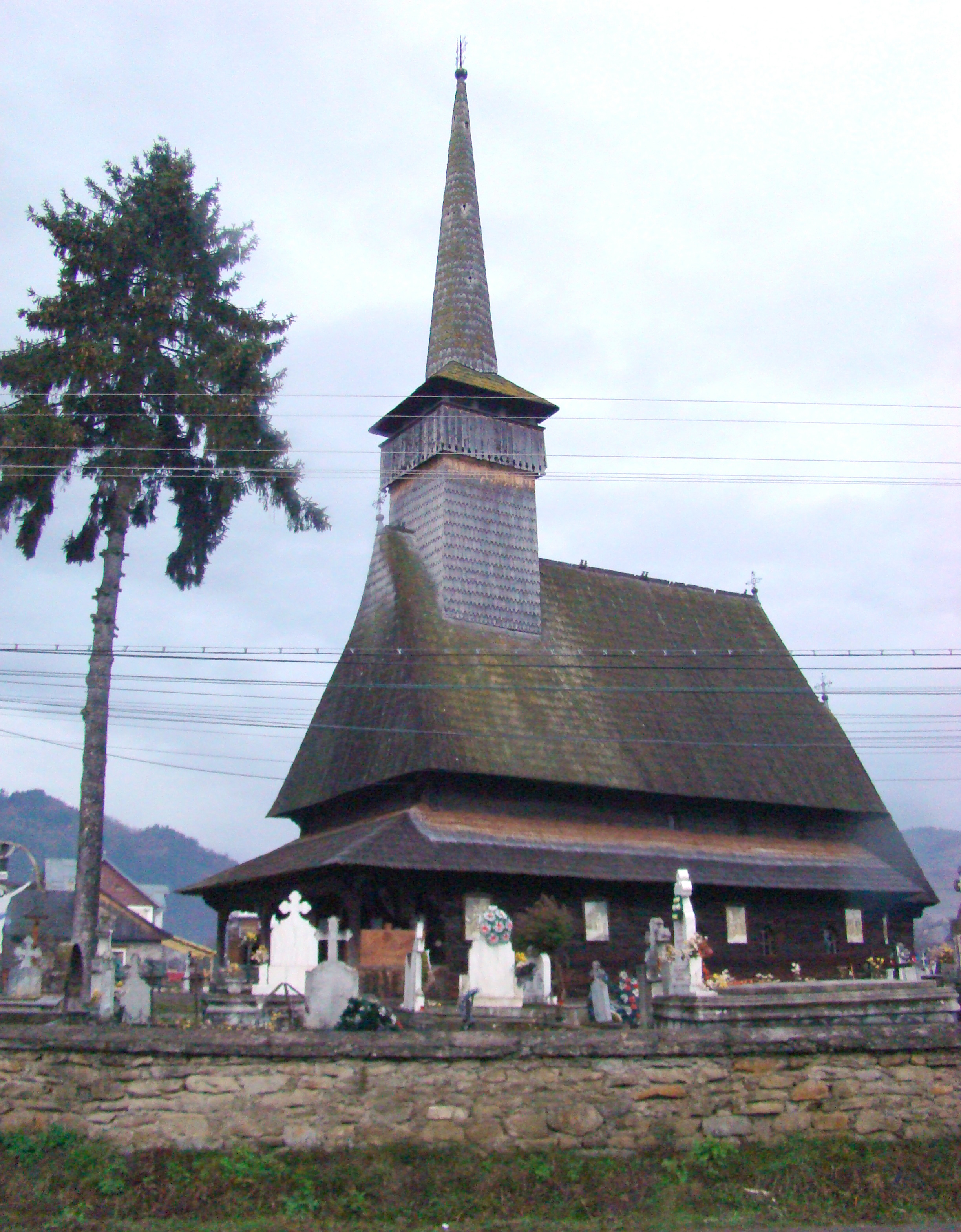
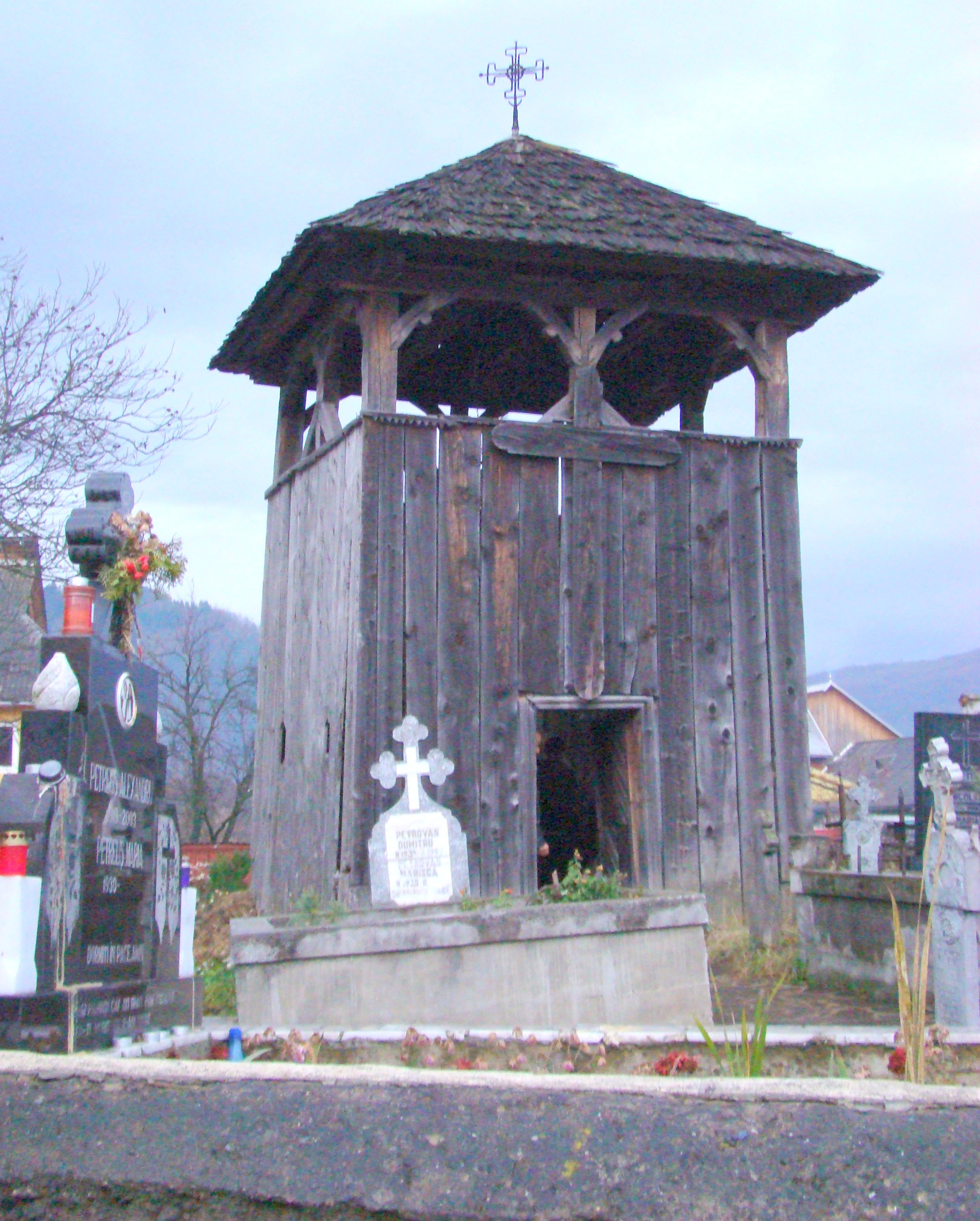
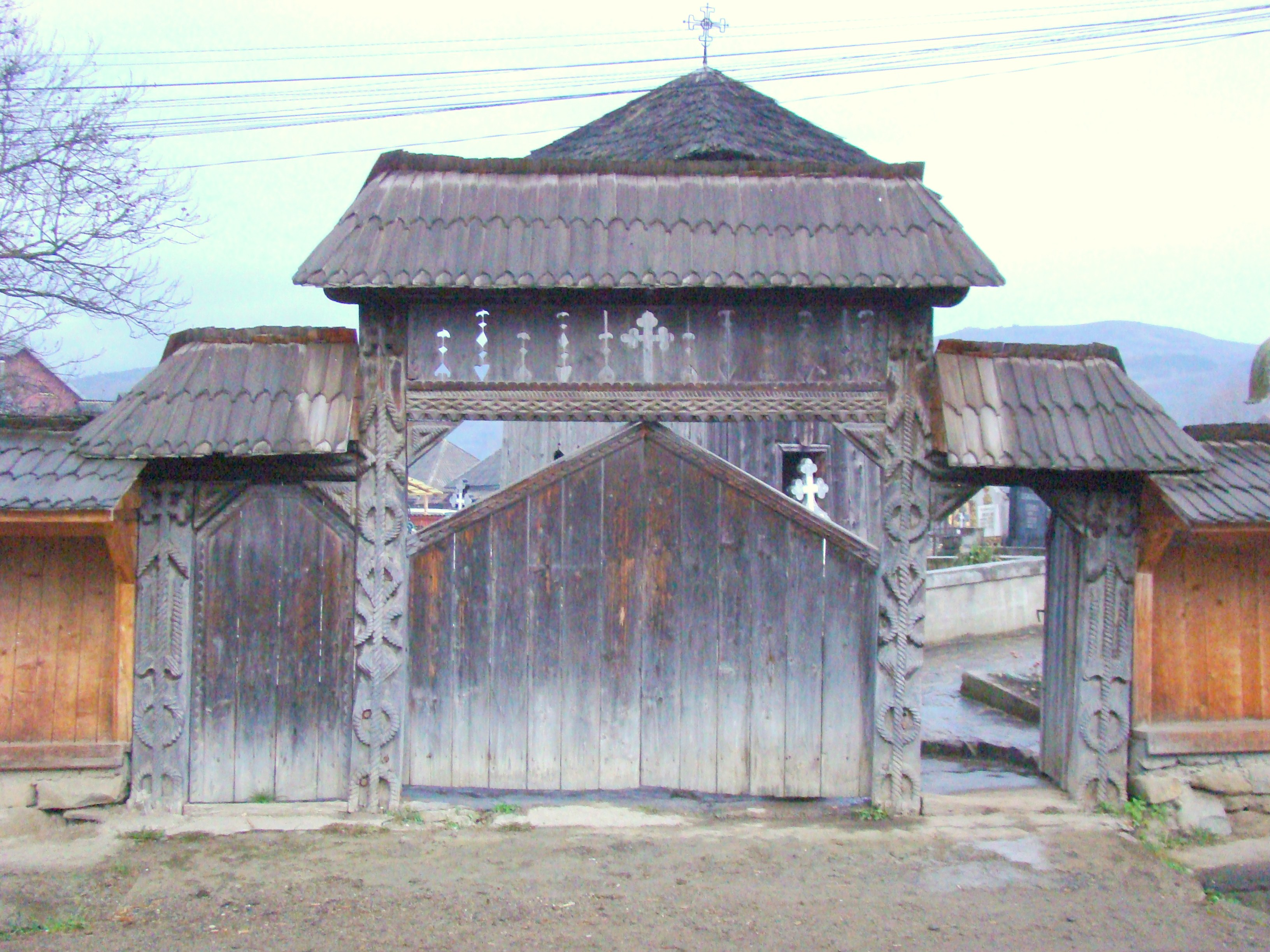
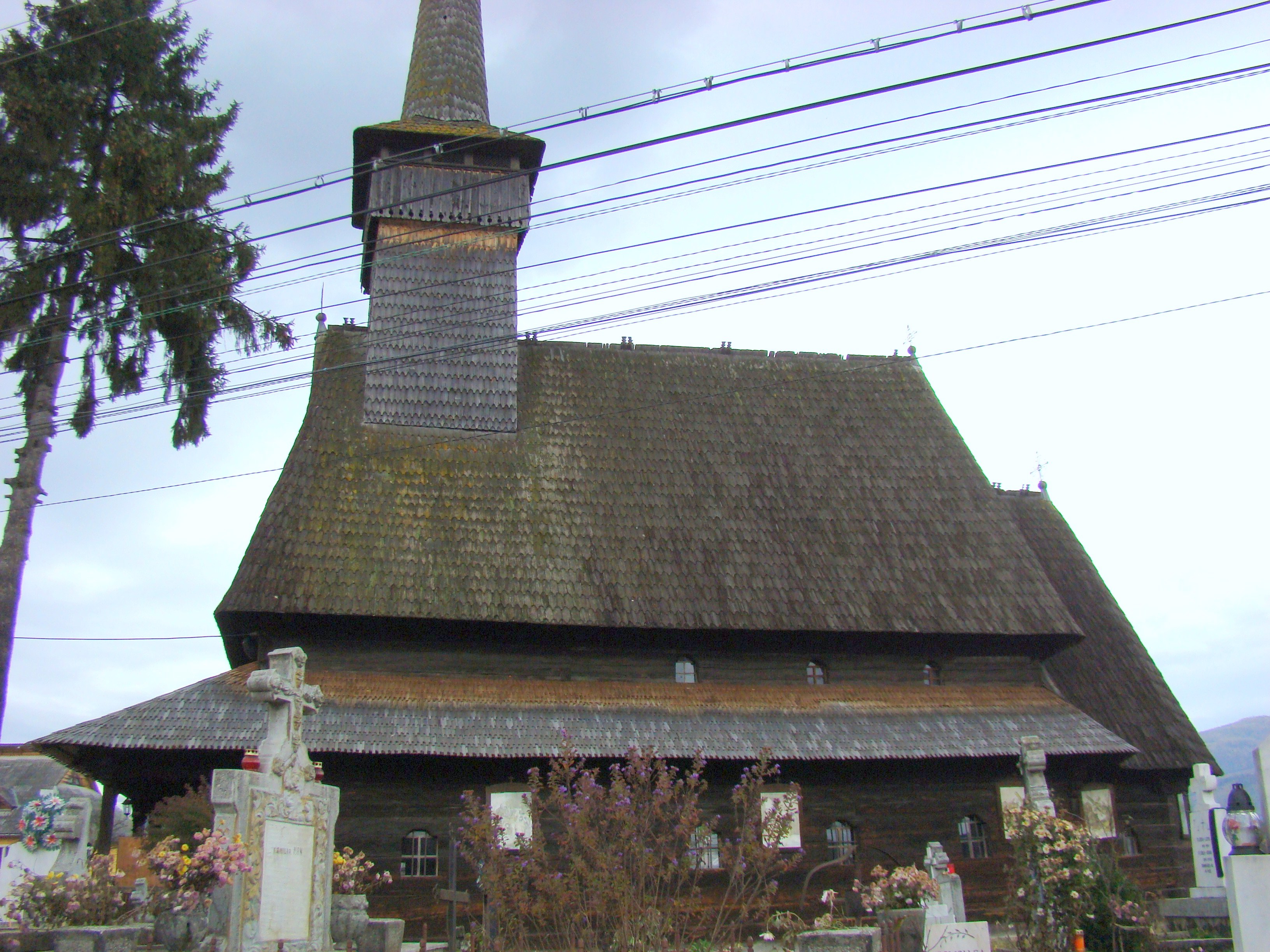
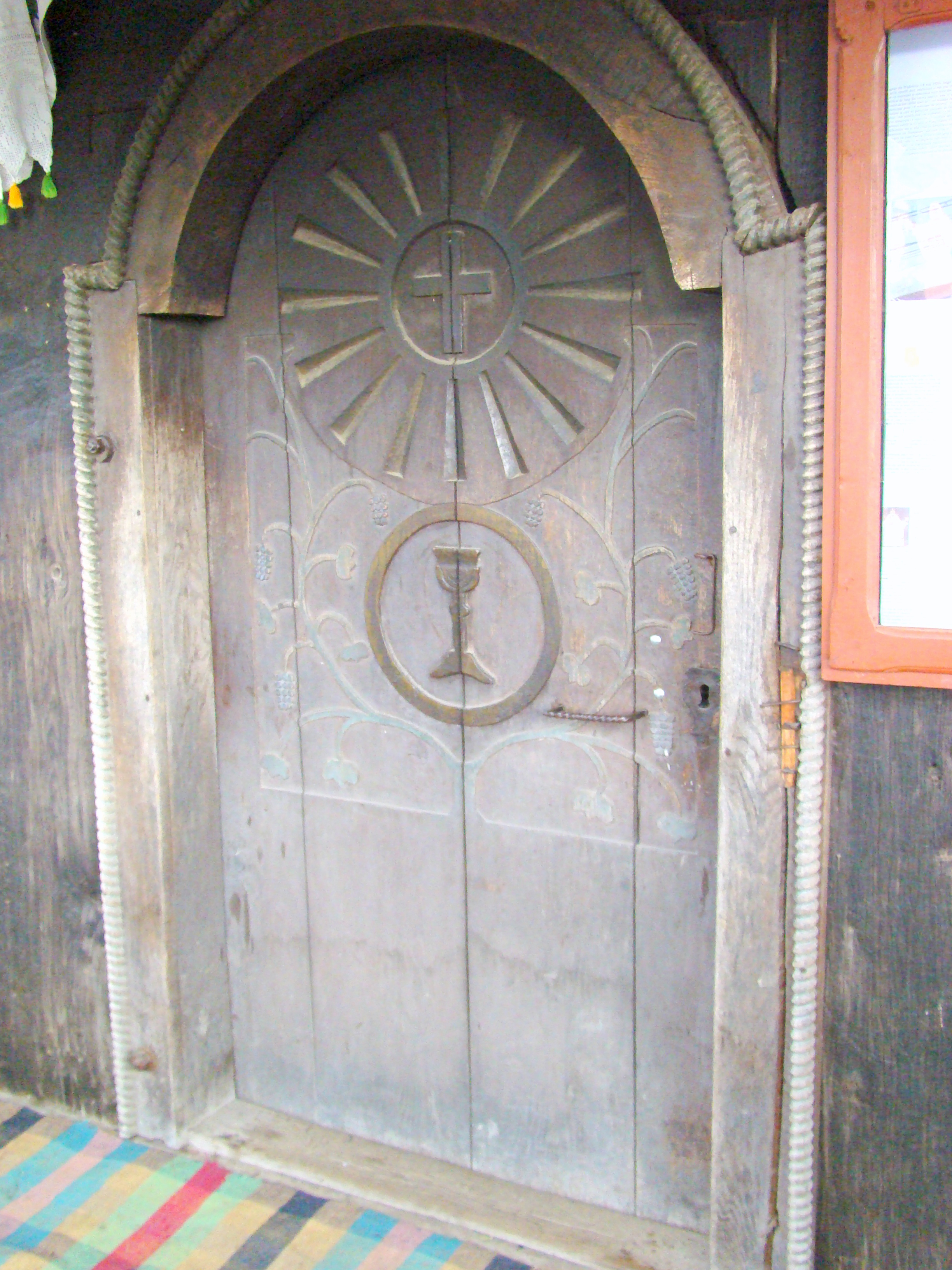
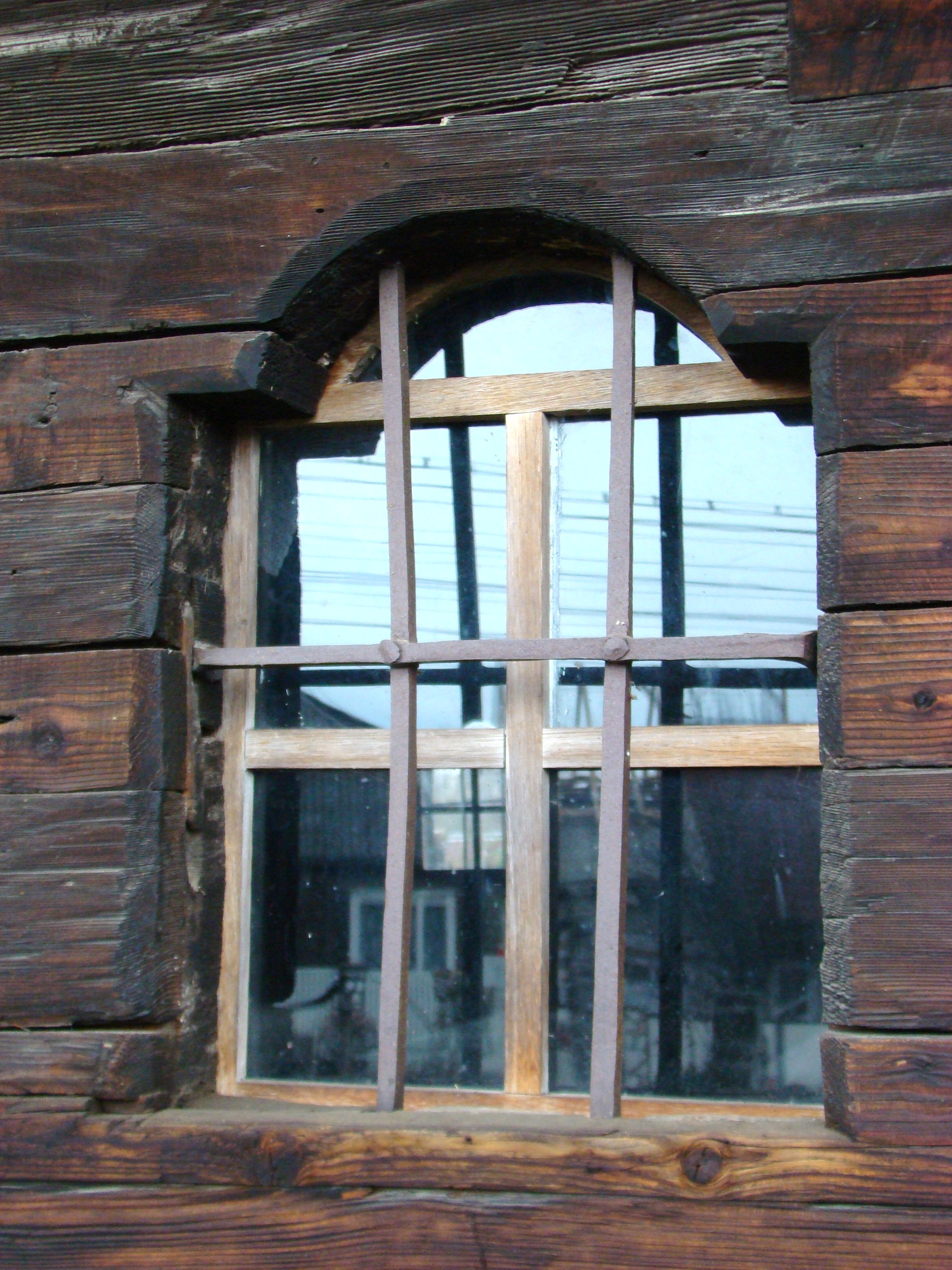
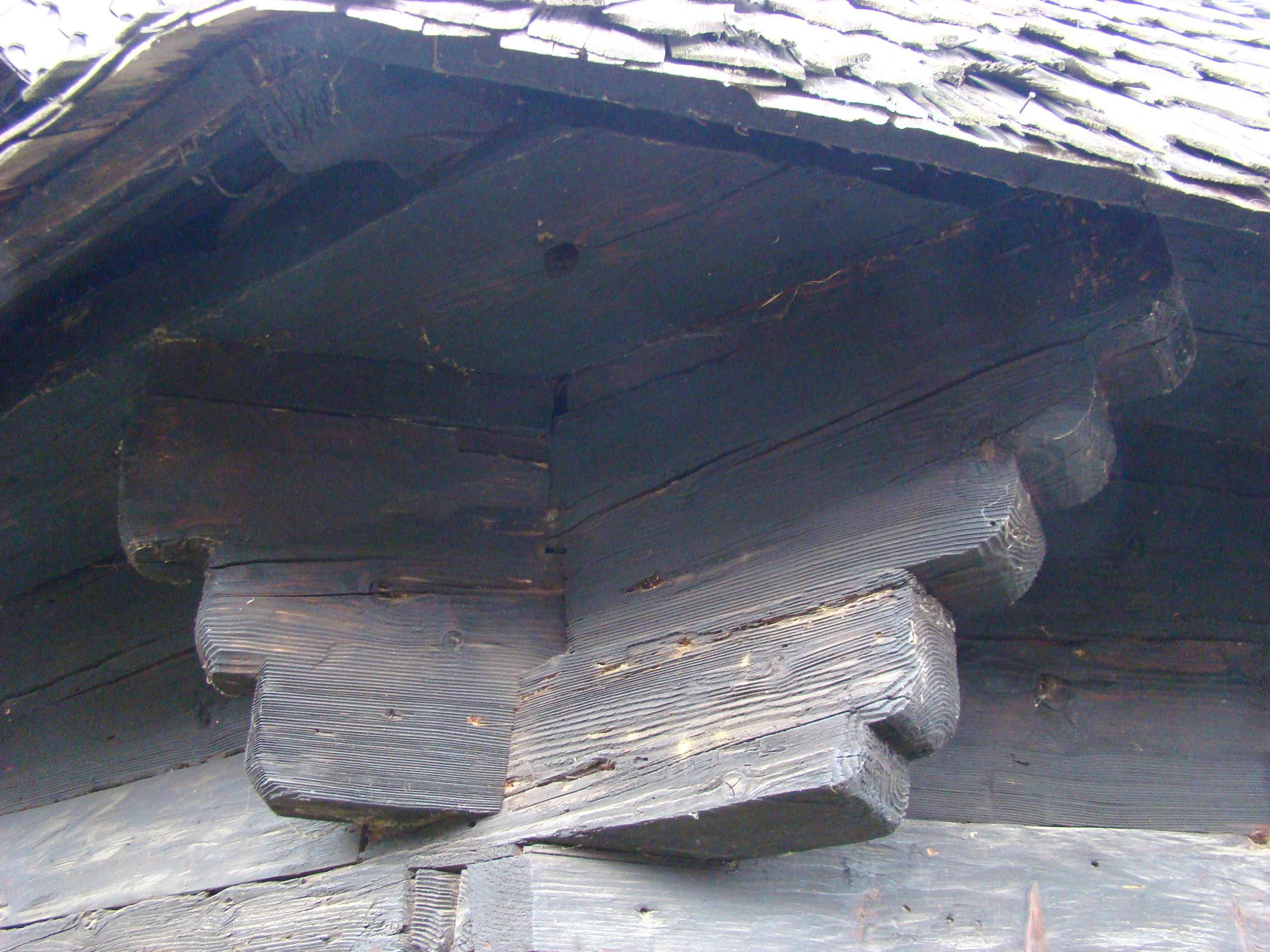
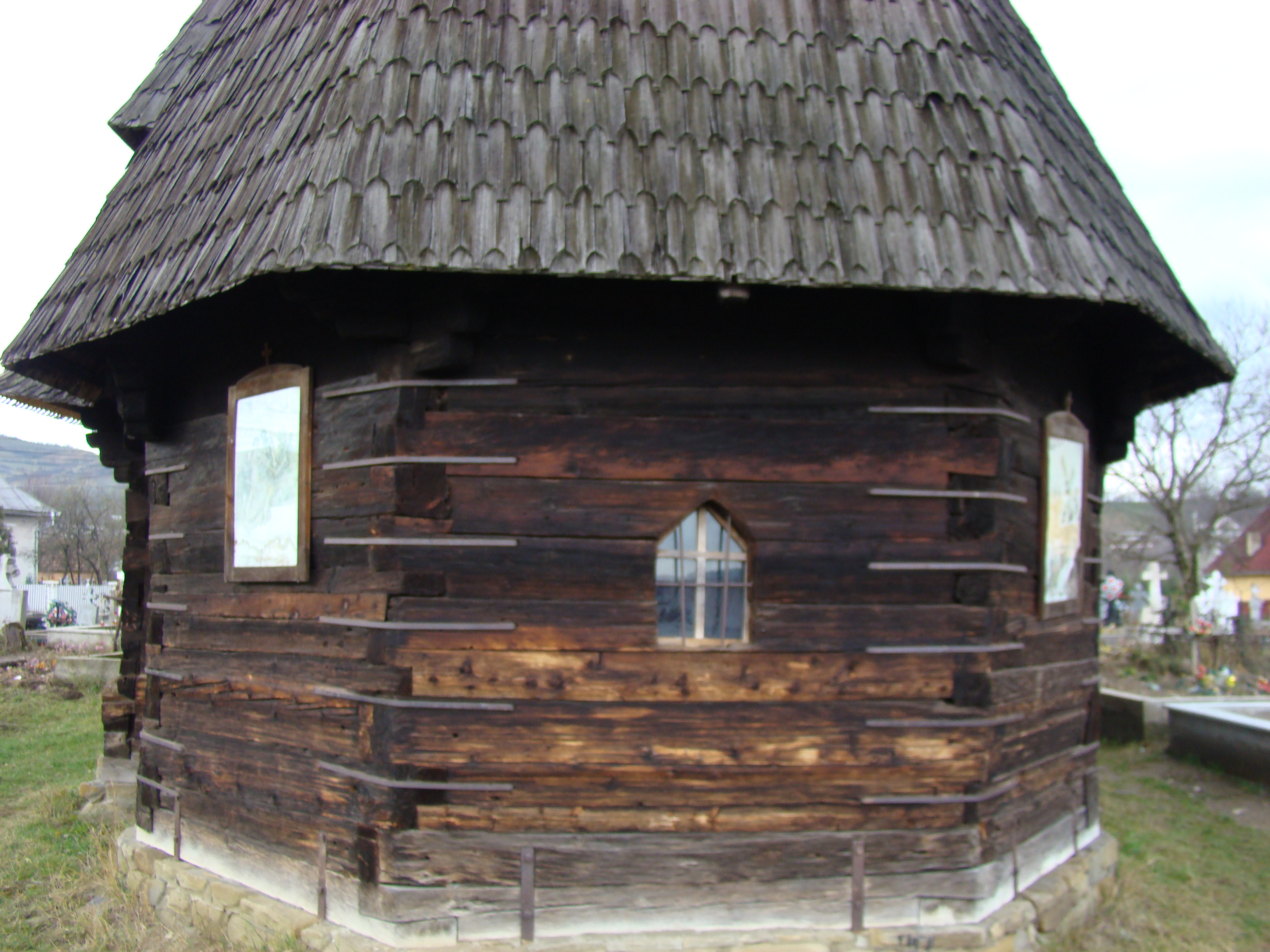
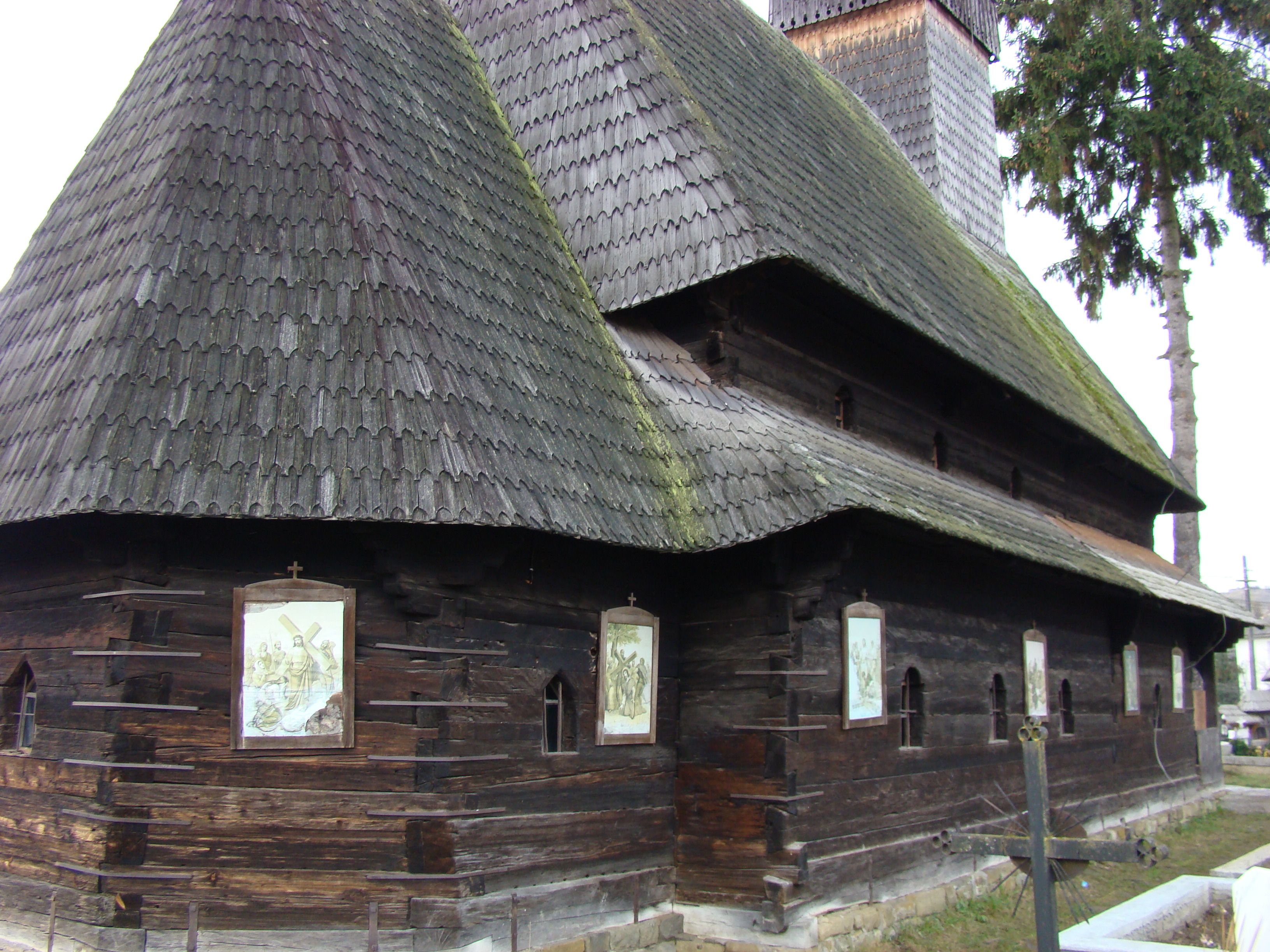
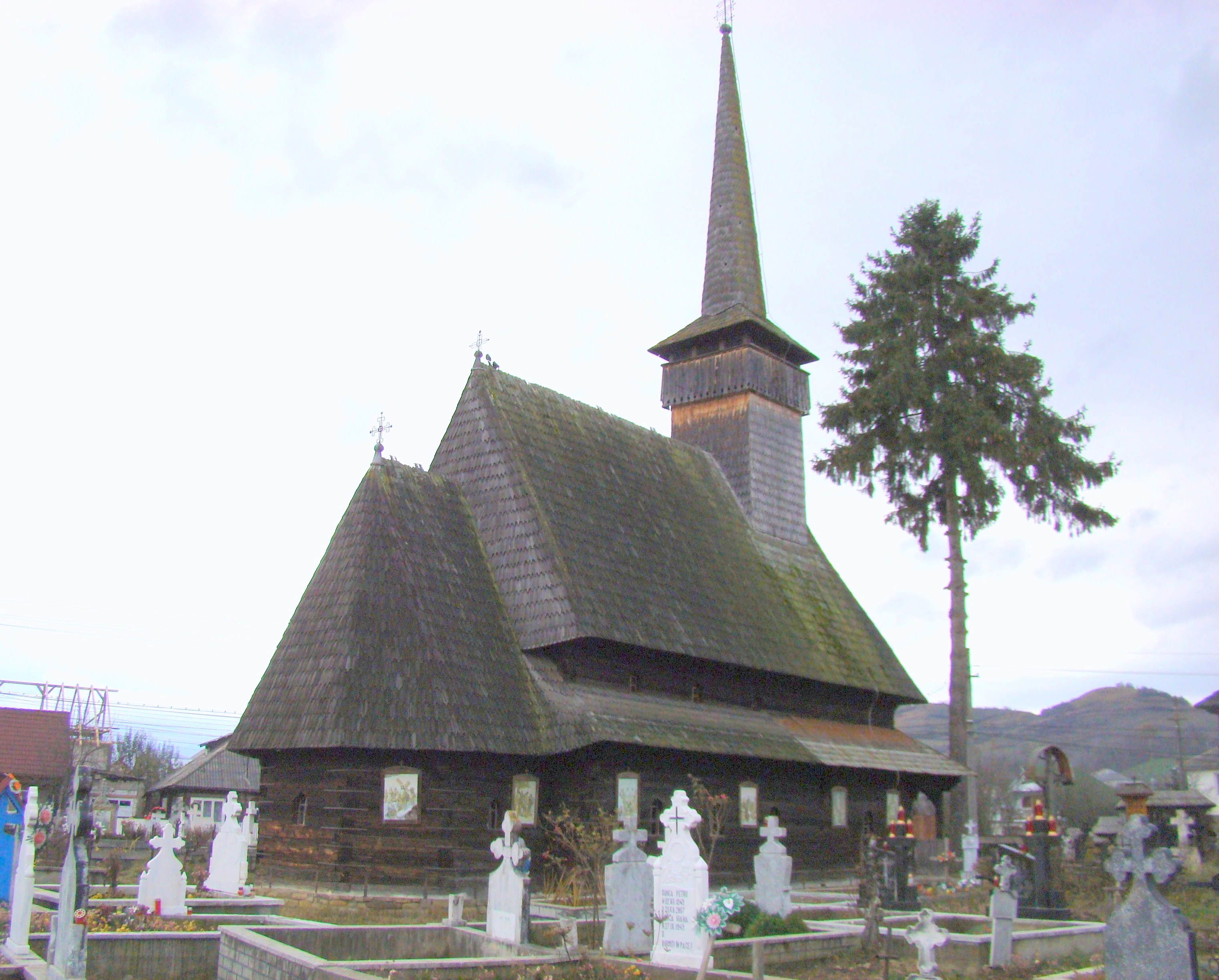
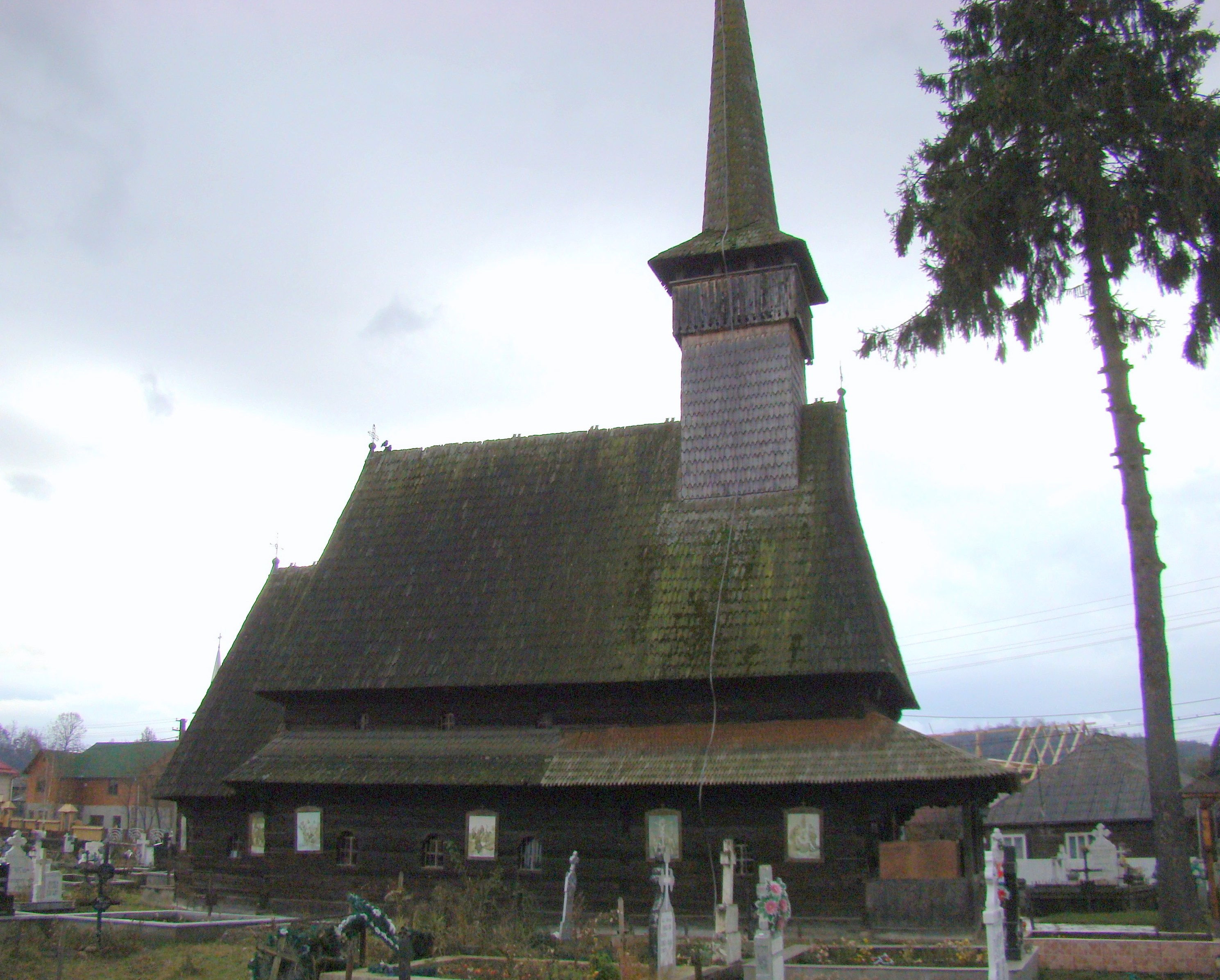
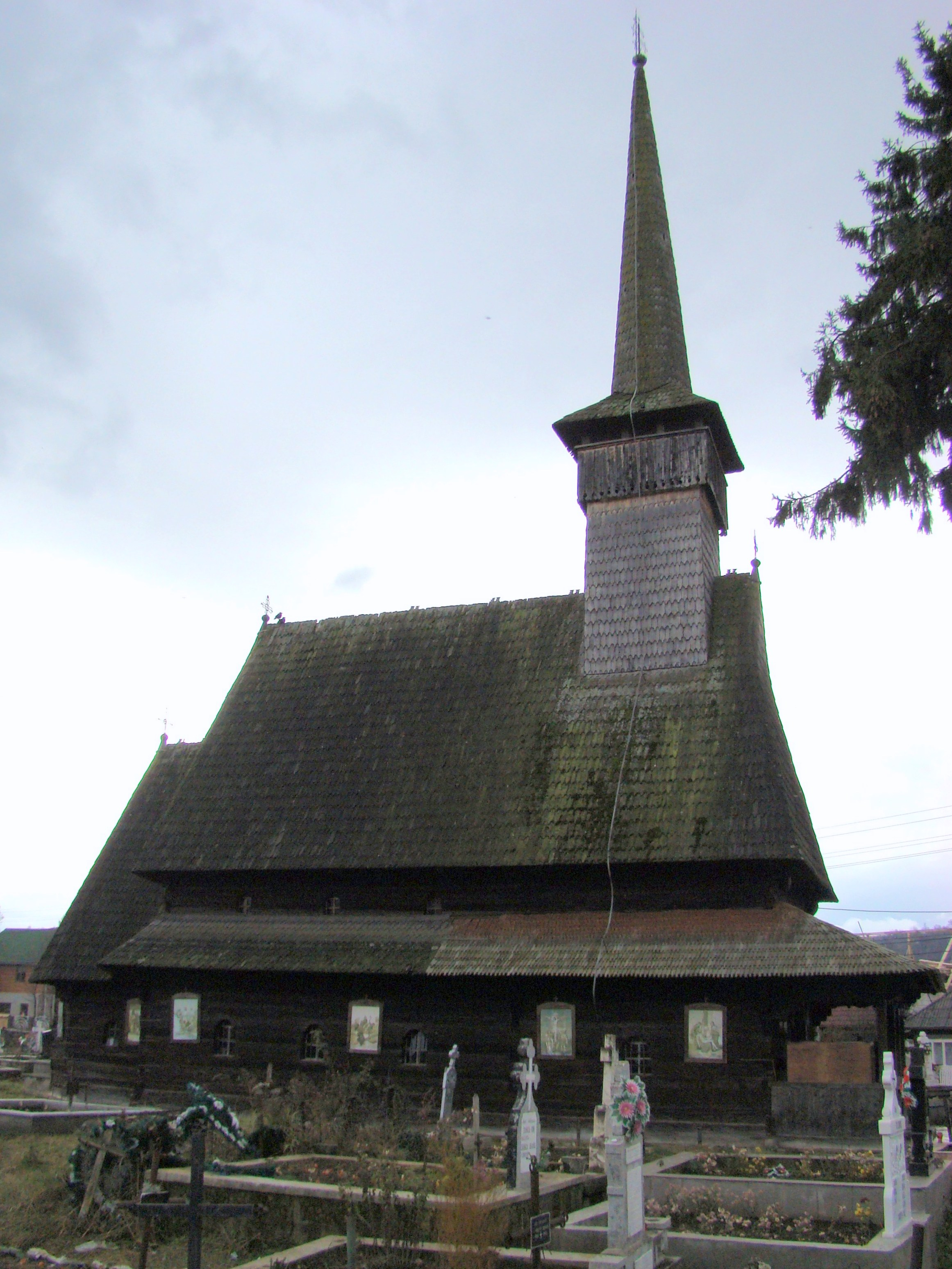
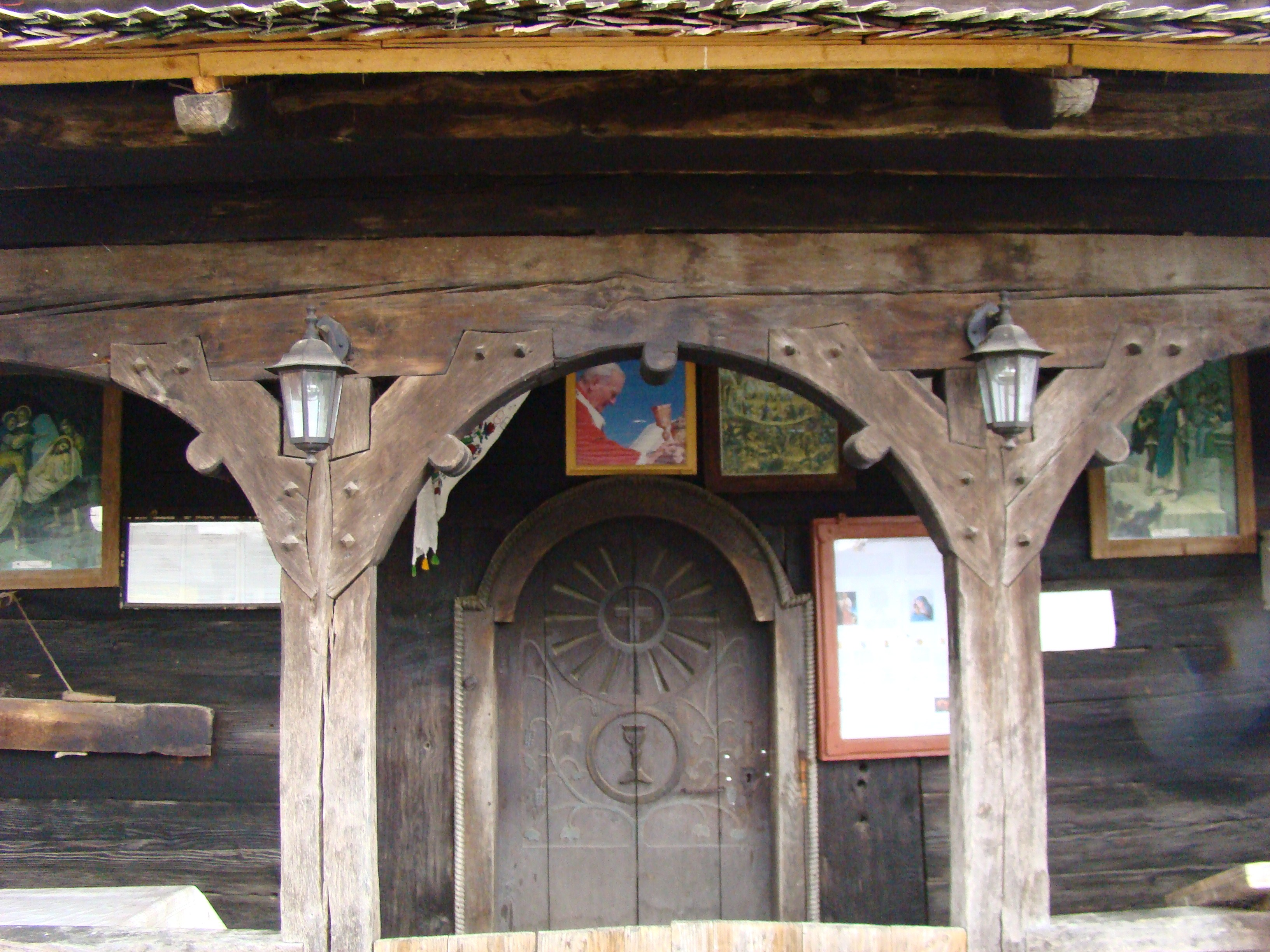
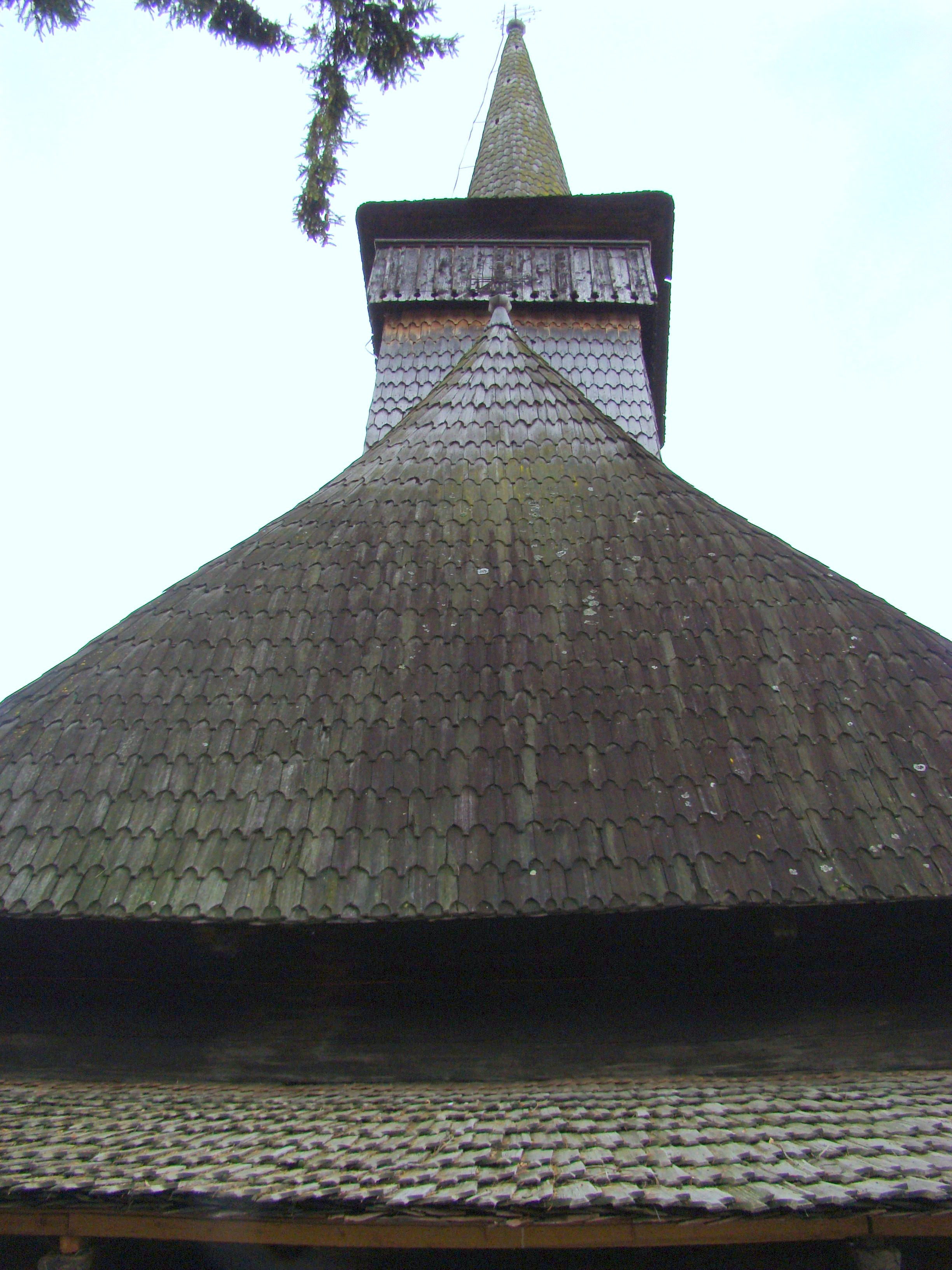
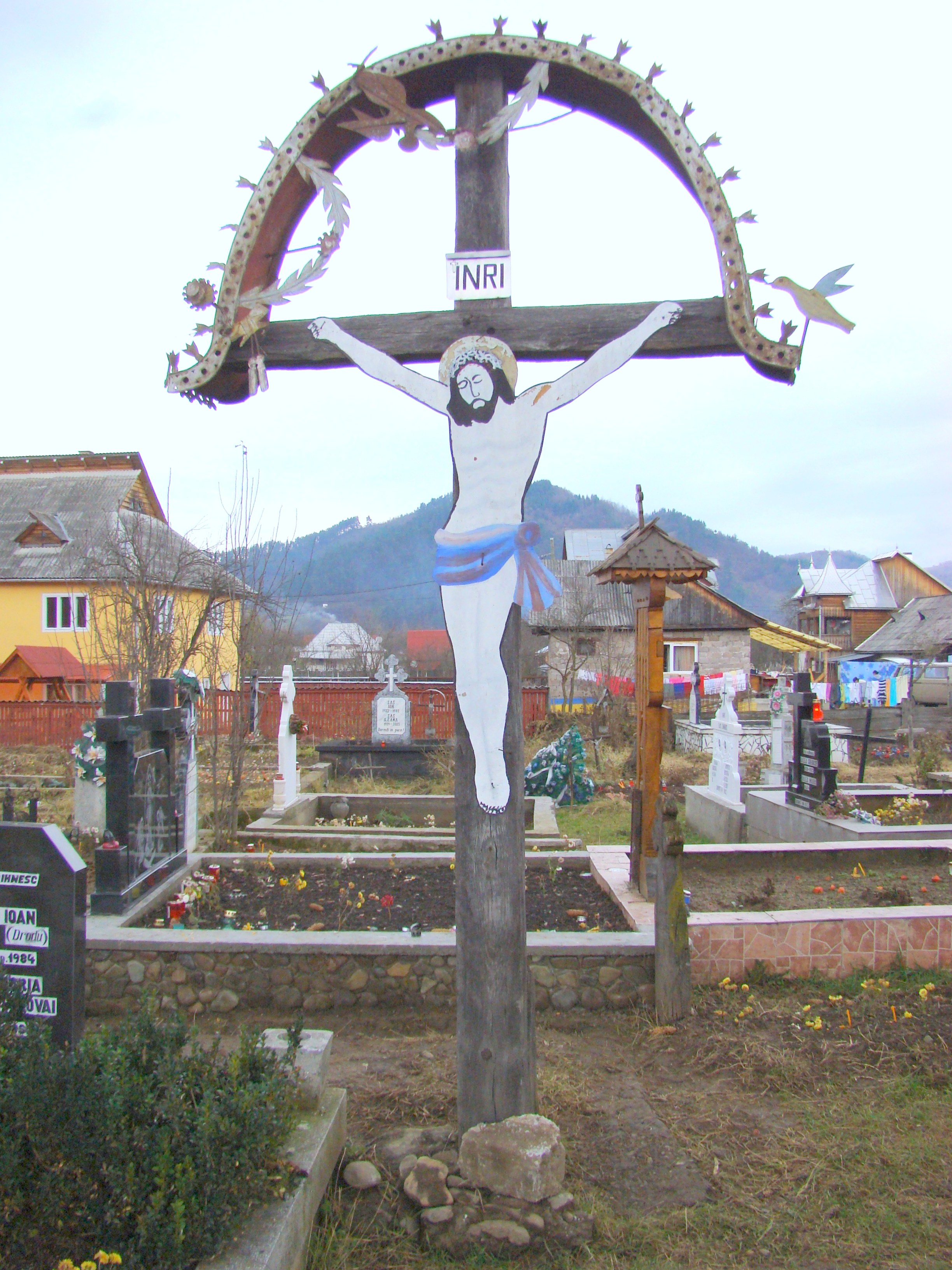
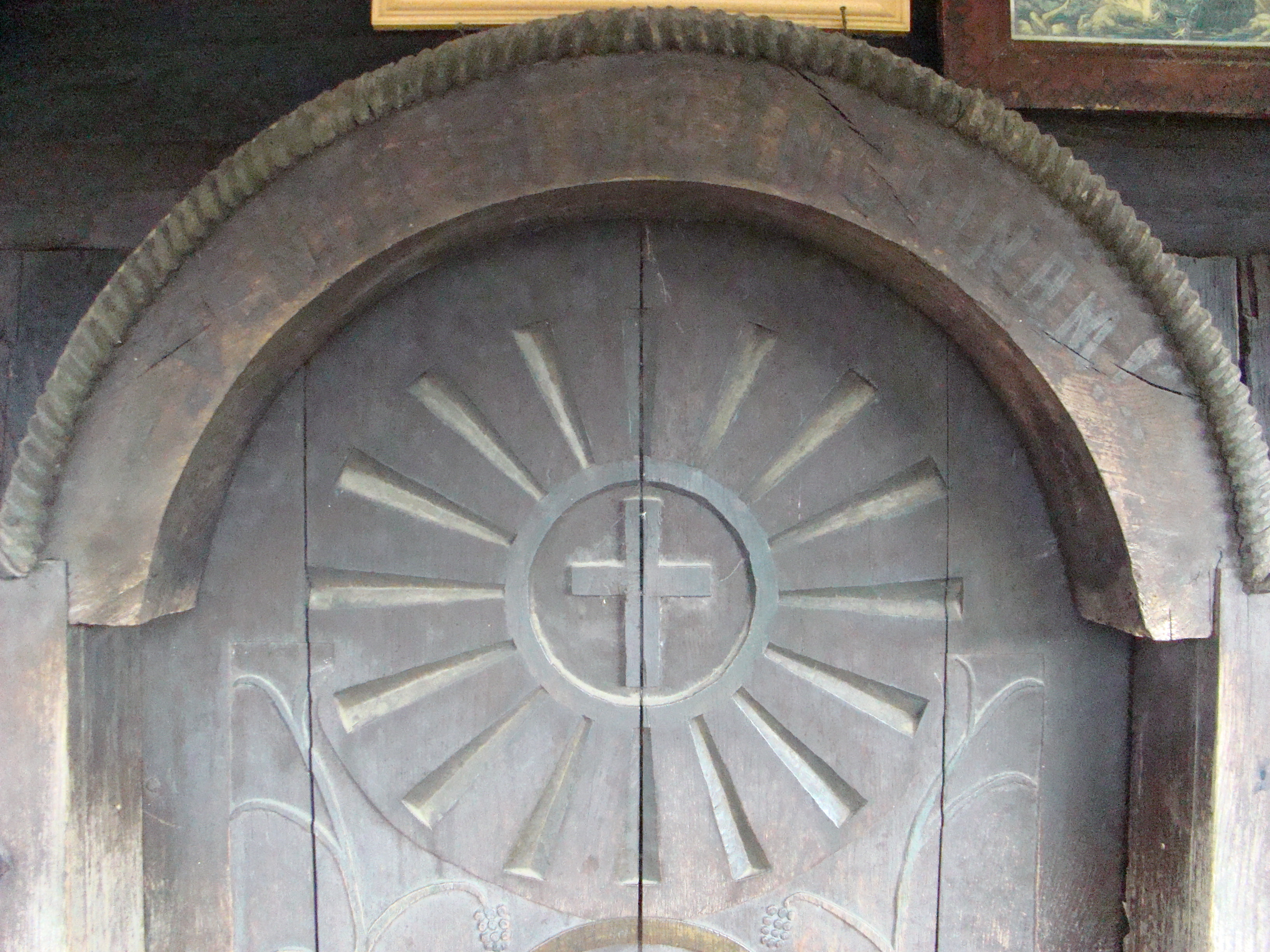
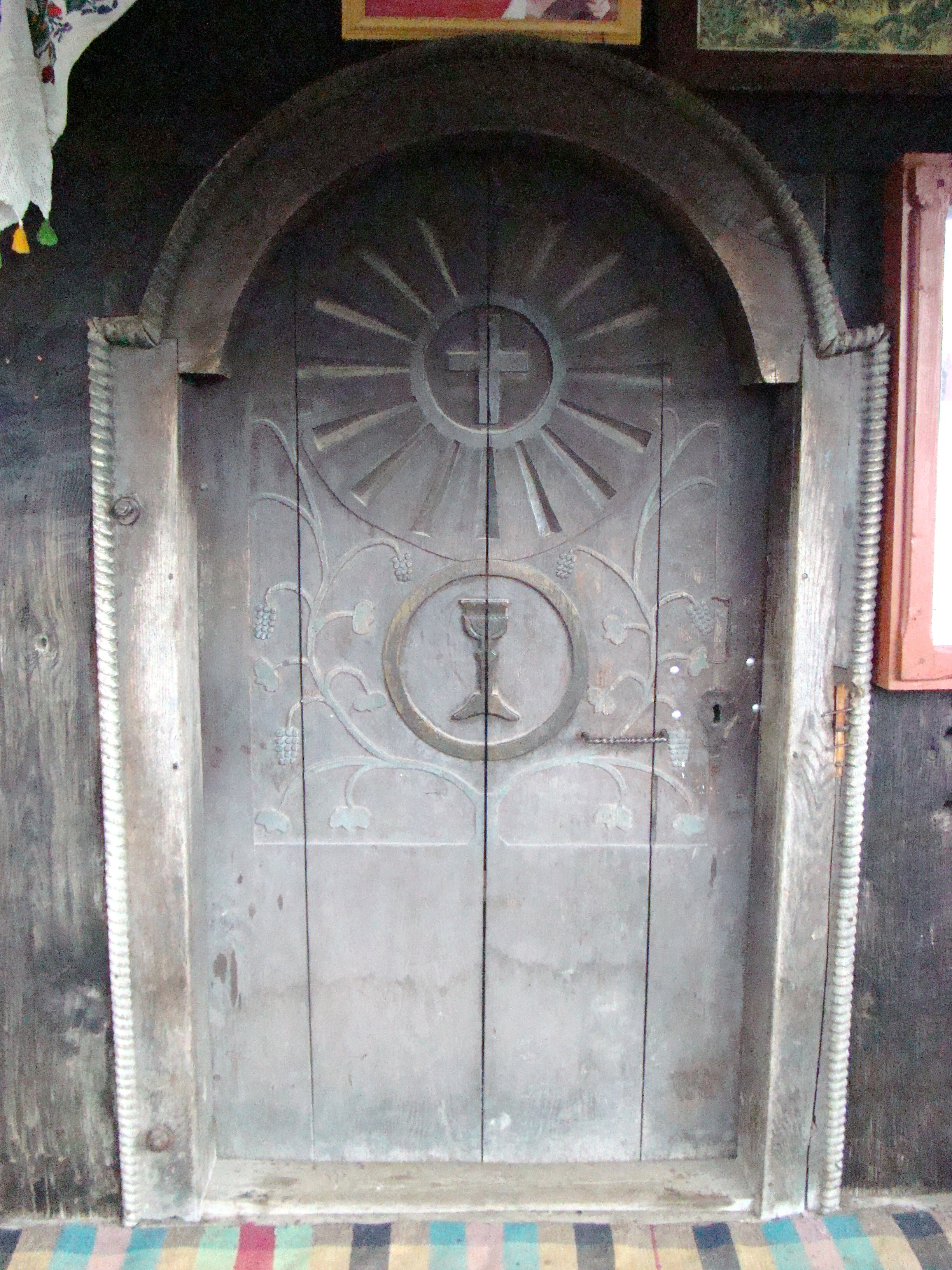
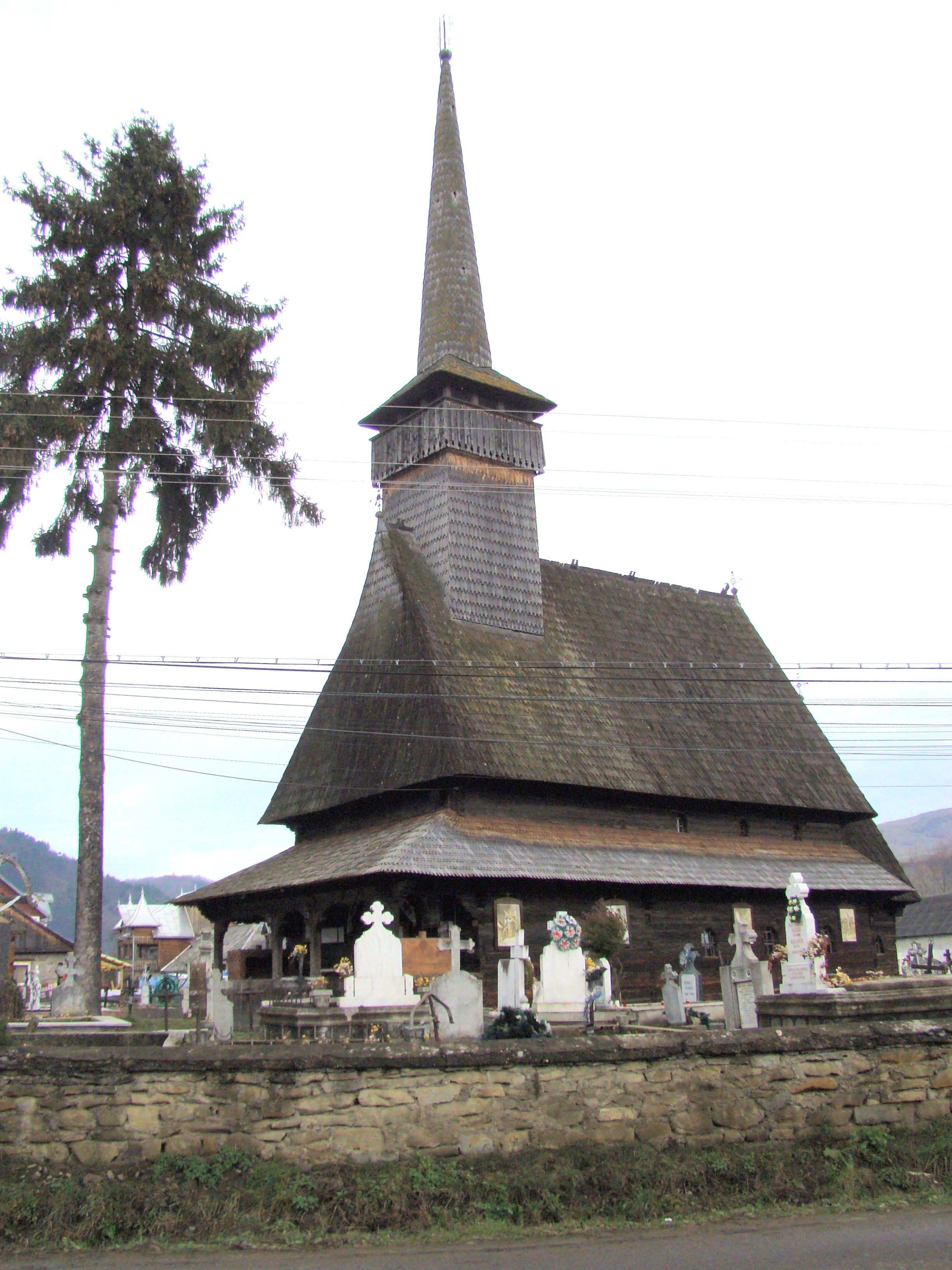
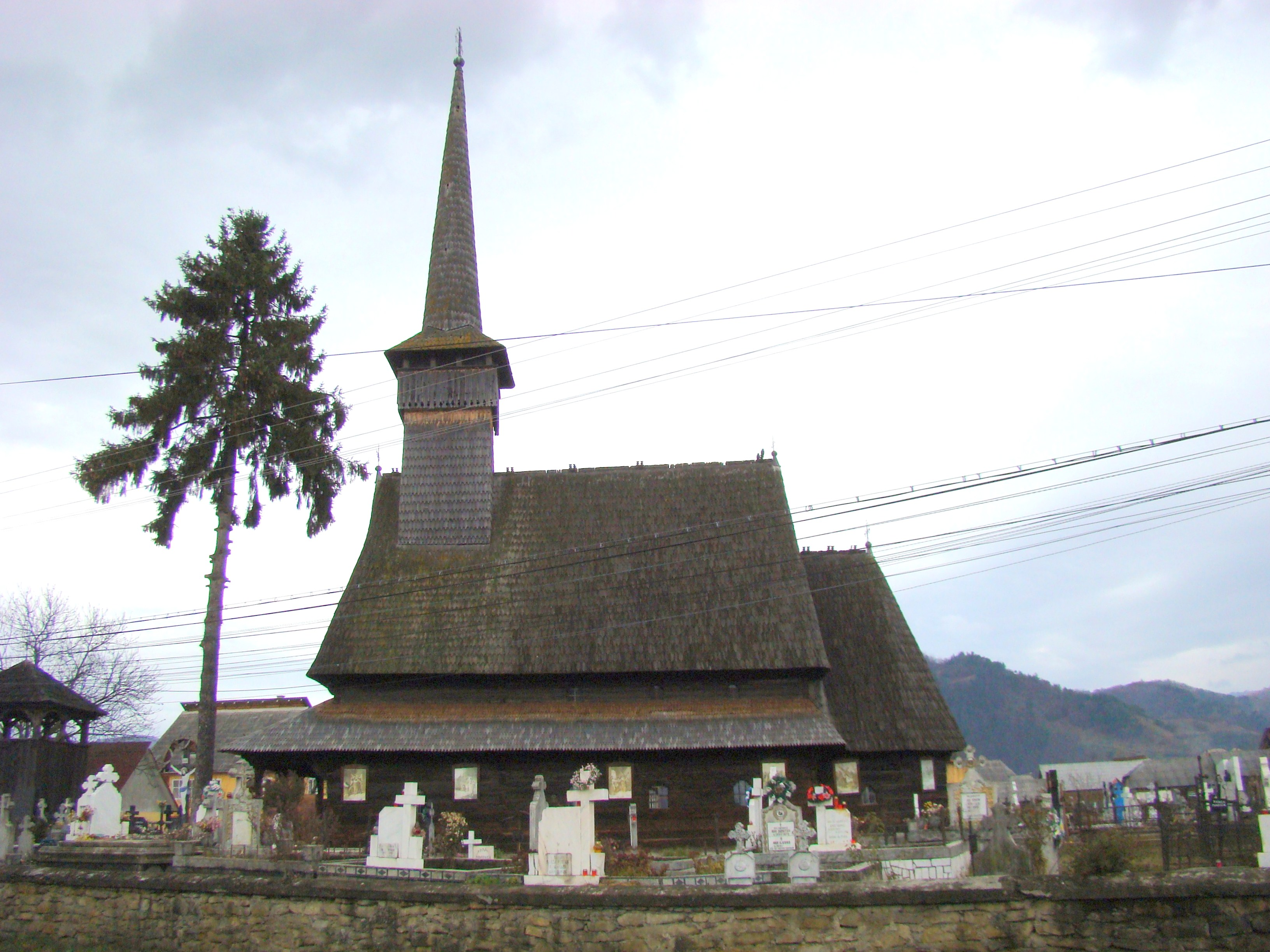
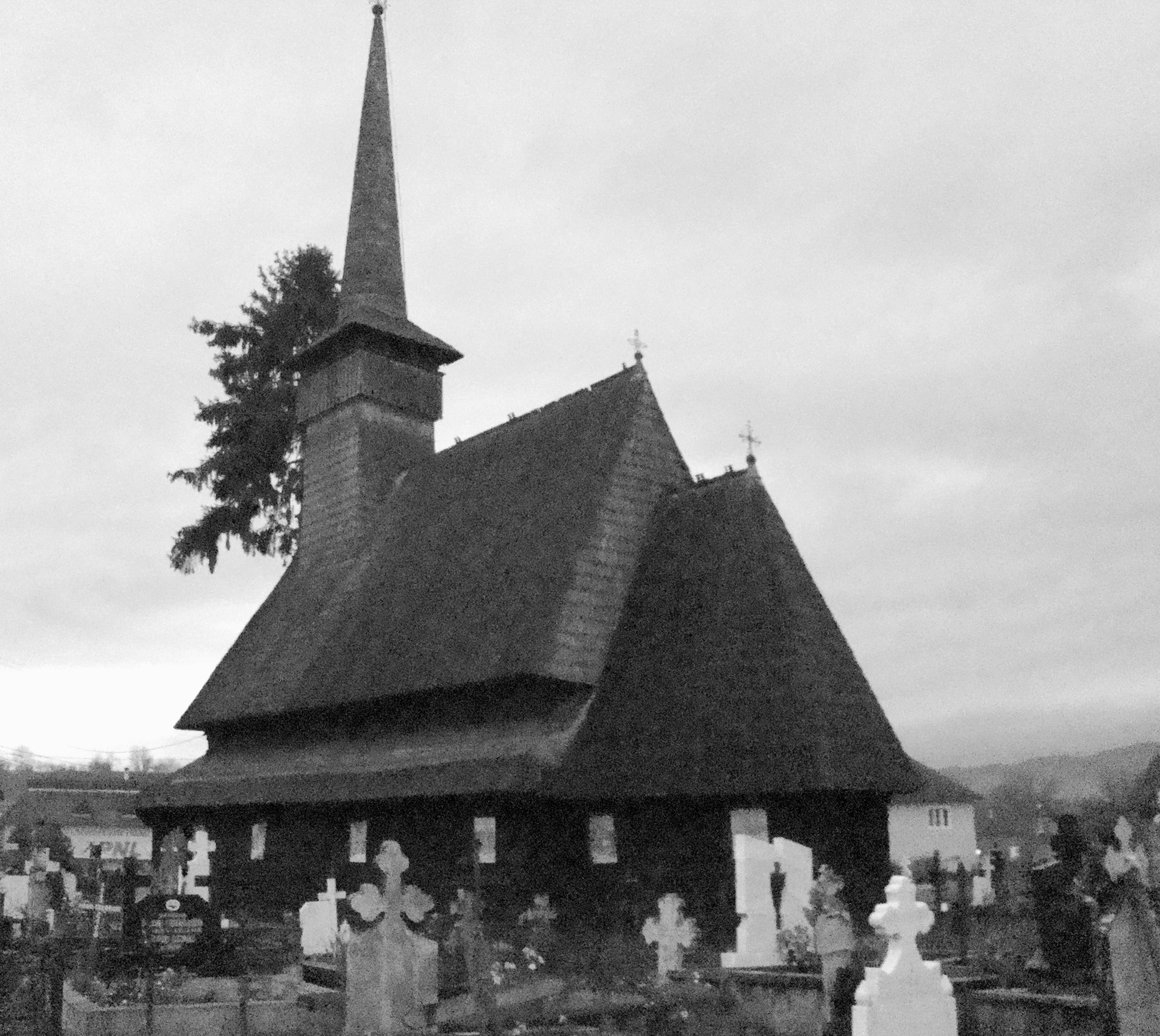
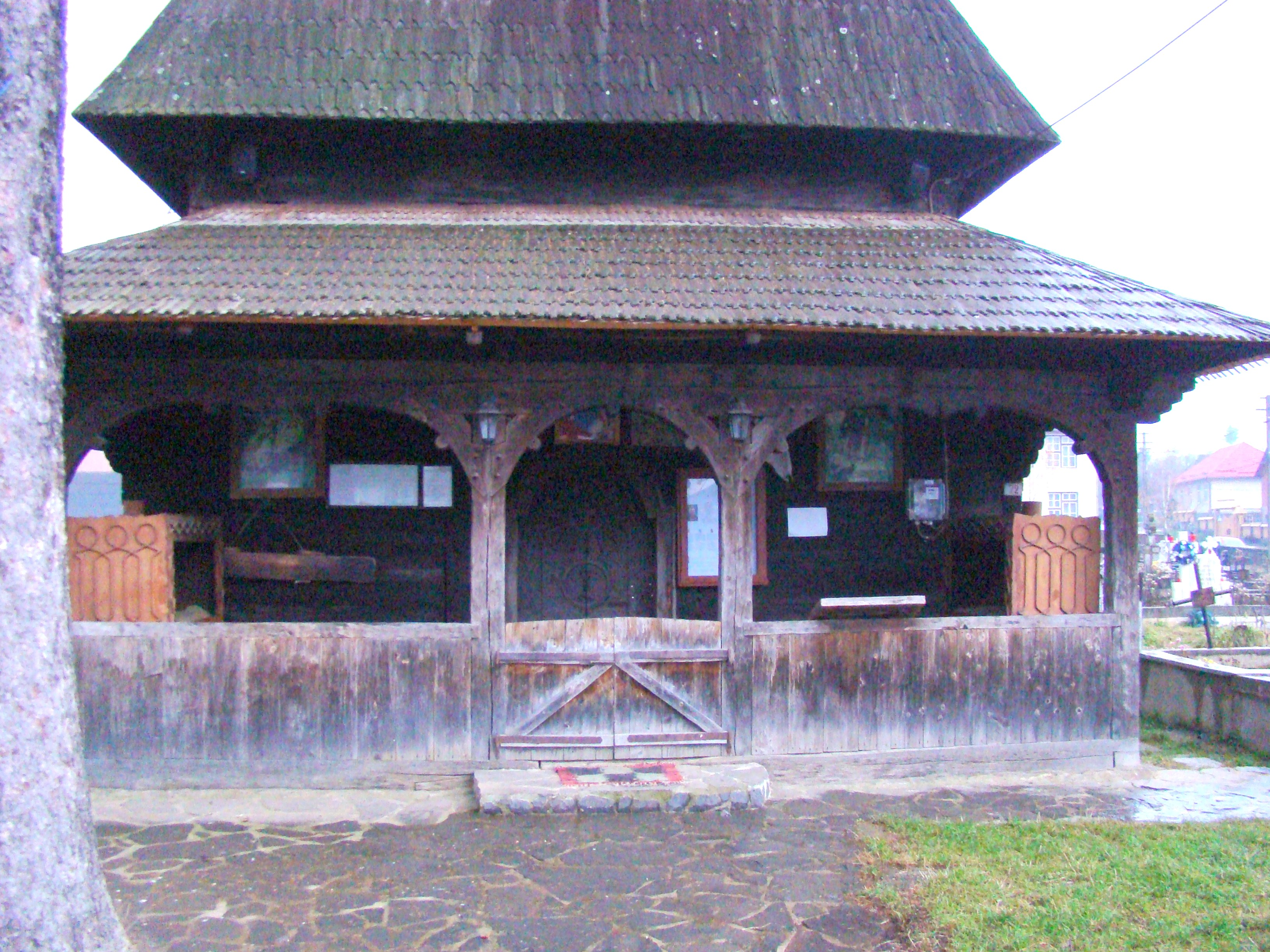
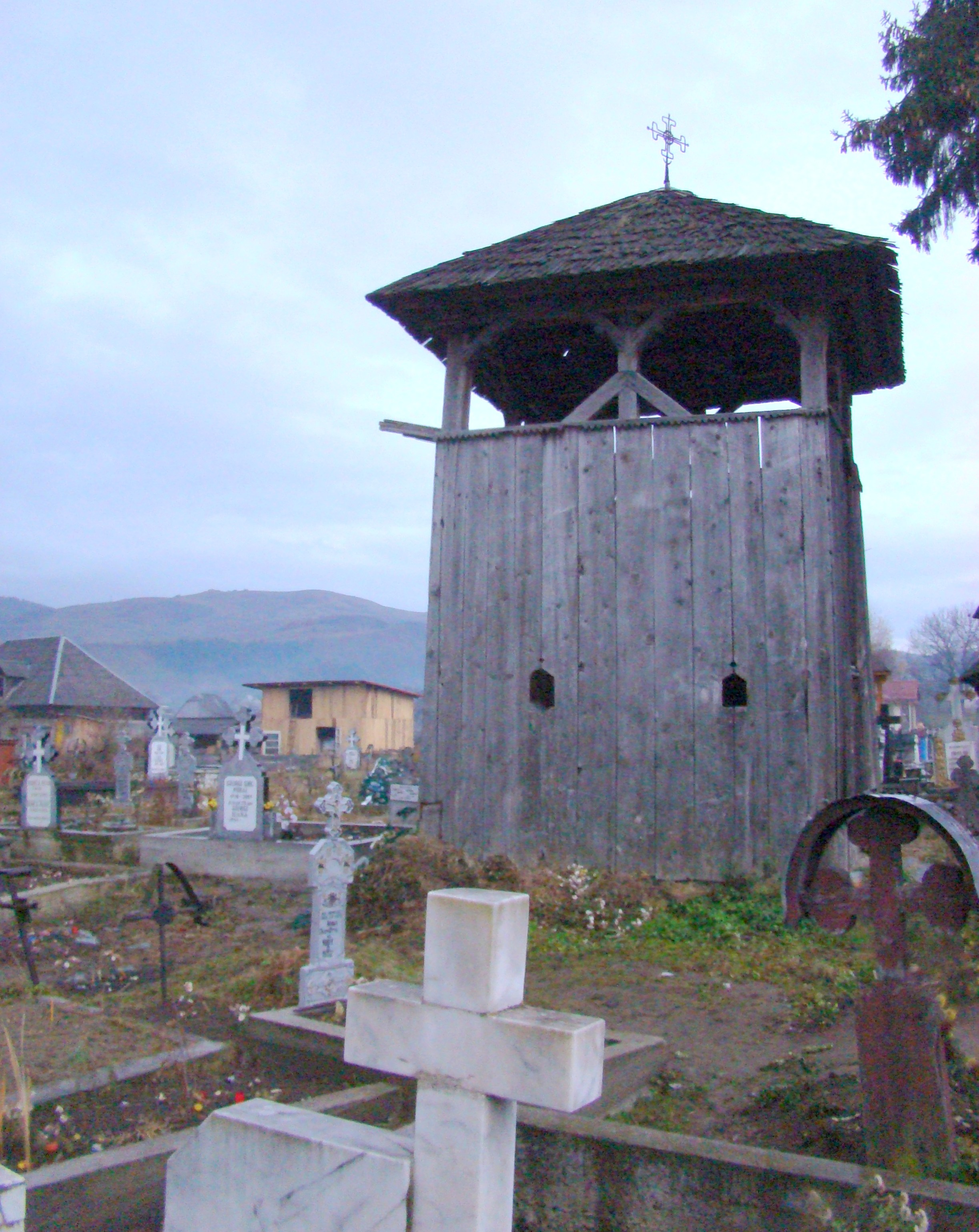
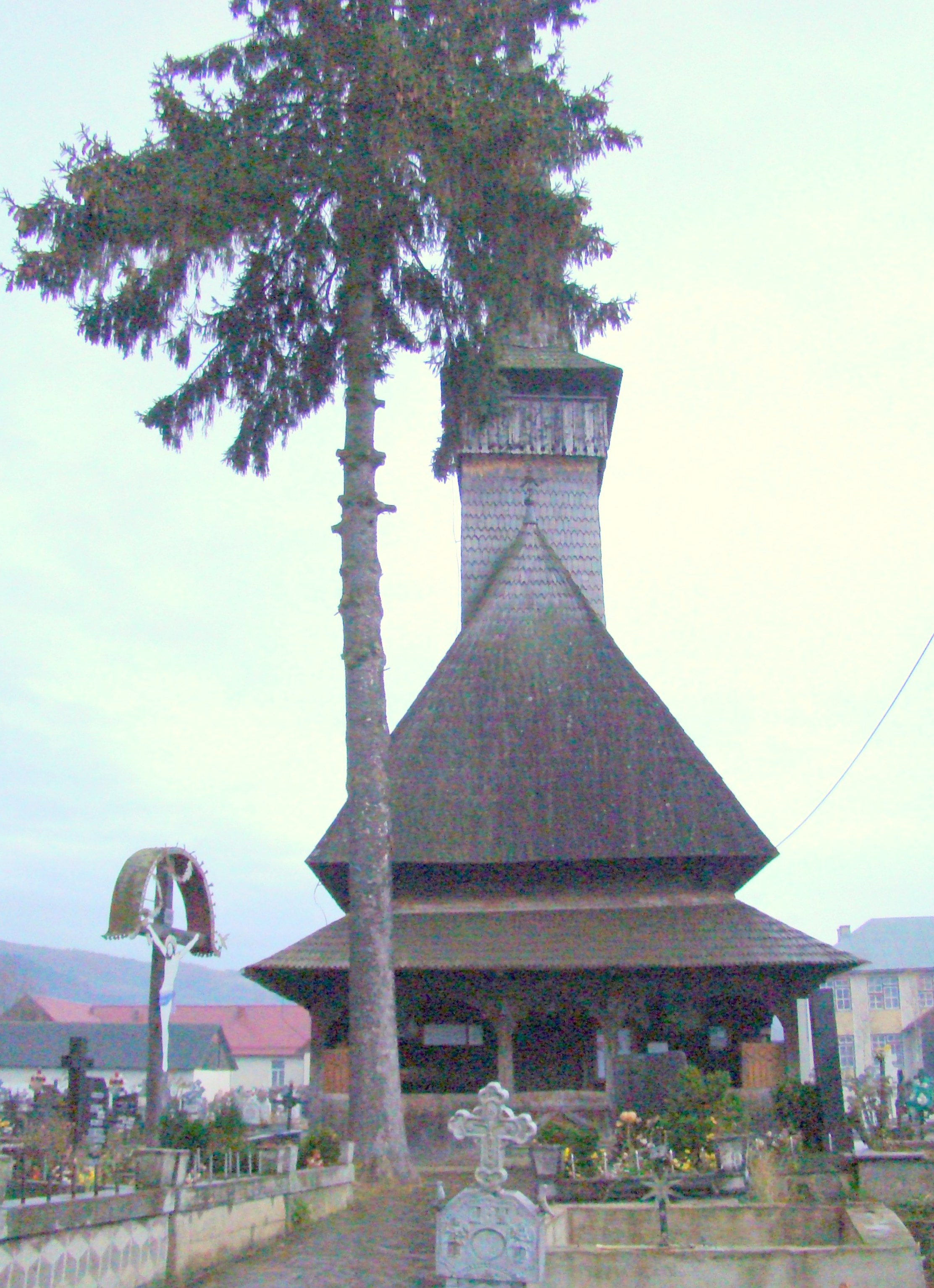
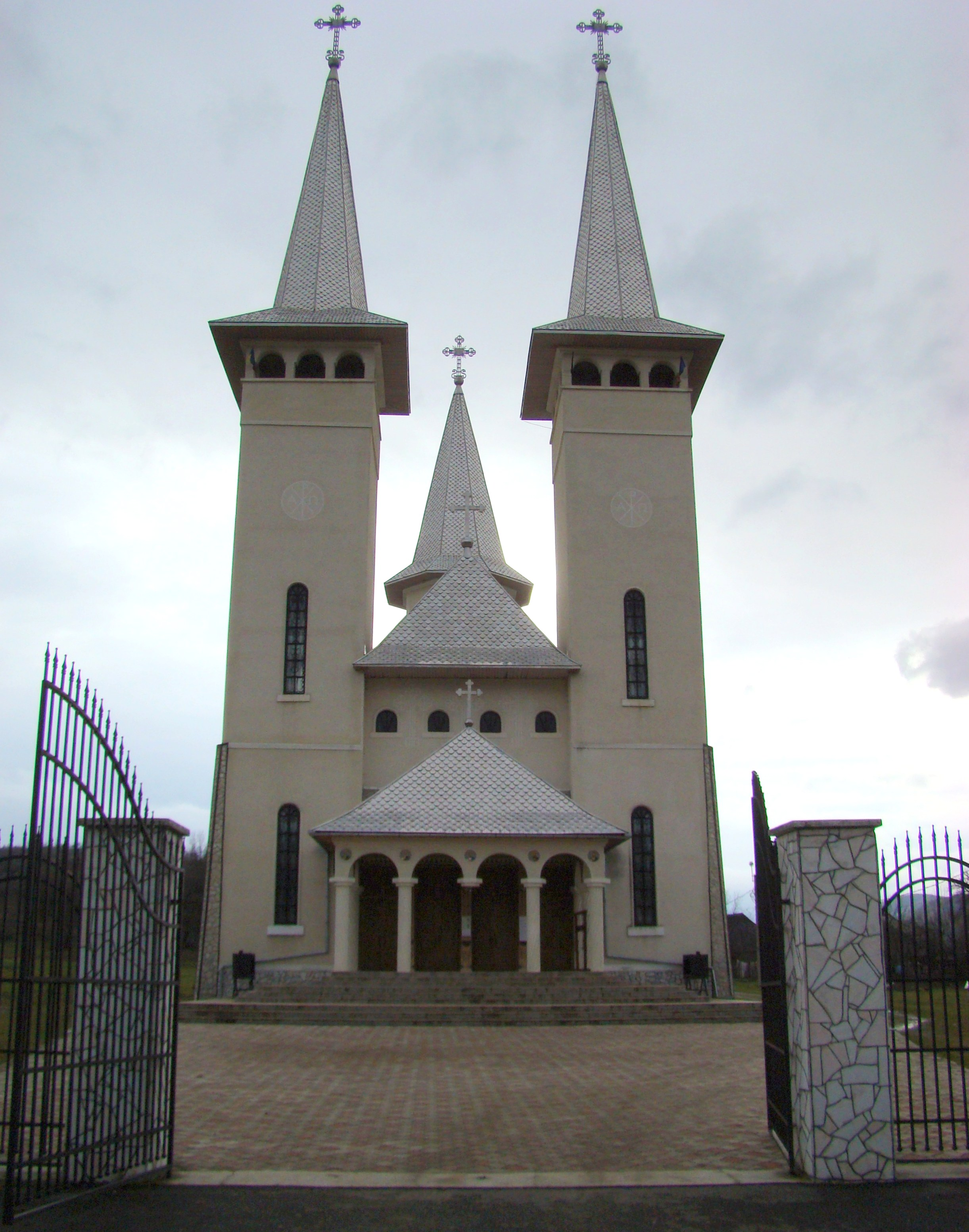